# 朝鲜人民军
朝鮮人民軍（朝鲜语：／）是朝鲜民主主义人民共和国的国家武裝部隊，採用典型的政令、軍令一體化的指揮體制。軍事指揮方面由朝鮮勞動黨中央軍事委員會负责，中央軍委委員長擔任武装力量最高司令官统帅全军，现任最高司令官是金正恩元帥。整個朝鮮人民軍下轄有五大軍種，分别包括：陸軍、海軍、空軍、戰略軍、朝鮮人民軍特種作戰軍。這些部隊由中央军事委员会领导的国防省（相当于国防部）管轄，其下再有常设领导机关总参谋部和总政治局。朝鲜人民军在2024年全球軍力排名第36名，而北韓政府自稱朝鮮人民軍的武裝力量乃世界最強。
1978年，朝鲜劳动党总书记兼人民军最高司令官金日成指示將「朝鮮人民軍創建日」由原本的2月8日改為4月25日，將朝鮮人民軍改定調為是自1932年組織的抗日部隊所發展而來。2018年1月22日朝鮮勞動黨中央委員會政治局发布决定，将2月8日定为朝鲜人民军建军节。报道称，1948年2月8日是宣布朝鲜人民军诞生的日子。朝鲜劳动党中央政治局为发扬光大朝鲜人民军创建者、建设者金日成的革命业绩，作出上述决定。朝鲜劳动党中央政治局还决定，将金日成创建第一支革命武装力量的1932年4月25日定为朝鲜人民革命军成立日。
朝鮮被認為是當今世界中最具軍事色彩背景的國家，其擁有全世界人数排名第四的軍隊（不分男女25人中1人是軍人），約110萬名武裝人員的龐大規模，其中約有20％的17到54歲的男性是屬於正規軍的行列。此外，後備軍事動員能力也十分驚人，學者估計如果戰事發生後，將會再有800萬人投入戰場的行列，戰爭潛力巨大。在整個朝鮮國土上，眾多的軍事設施連成了一密集的網絡。在國內，朝鮮擁有許多大型武器的生產線，以及密集的防空系統。而朝鮮在軍事排名上也佔了許多名次，如在全球擁有数量排名第三的化學武器，儲存有大約2,500噸至5,000噸，種類涉及芥子氣、光氣、沙林等多種致命毒氣或毒劑。這些武器可裝載於火炮、導彈、飛機或軍艦上。具有世界上人數最多的特種作戰部隊（估計有180,000人左右）。
自1953年7月27日聯合國軍支持的韩国，同苏联和中华人民共和国支持的朝鮮在板門店簽署了《朝鲜停战协定》後，朝鮮的龐大軍力便持續與大韓民國國軍及駐韓美軍在朝韩非军事区兩側對峙着。

## 歷史

### 創建初期

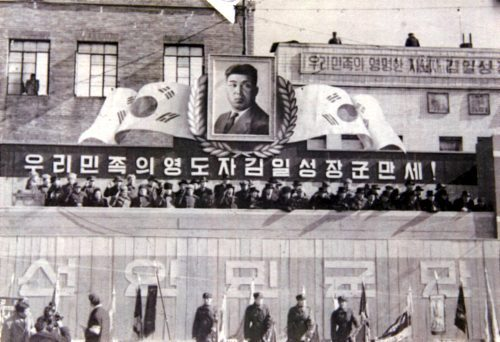
朝鲜人民军成立典礼

朝鮮人民軍的前身主要為1939年成立於中國延安的朝鮮義勇軍，他們在延安附近建立學校來培養軍事和政治人才，以將來朝鲜獨立時可以立即投入為社會服務。到了1945年時，朝鮮義勇軍已增長到近1,000人的規模，這些人的來源主要是從大日本帝國陸軍的朝籍逃兵。在當時，朝鮮義勇軍時常與中國共產黨並肩作戰，也自中共的手中接收不少武器和彈藥。隨著日本戰敗後，朝鮮義勇軍跟隨著中共進入了中国东北地区 ，並決定先在此處招募新兵，然後回到朝鲜建設祖國。到了1945年9月時，朝鮮義勇軍已增長至近2,500多人的規模。
第二次世界大戰結束時，根據雅爾達會議的安排，朝鮮半島由美國與蘇聯共同託管。但實際上於1945年8月9日日本戰敗投降的前夕，美國先行提出以朝鲜38度線（即三八線）為界，美國和蘇聯分別佔領朝鮮半島南北的提議，並得到了蘇聯的認可。8月24日，蘇軍佔領朝鮮北部後在三八度線停止了進軍，並實際佔領了朝鲜北緯38度線的北部城鎮。1945年10月12日，總部設在平壤的蘇聯第25集團軍發表聲明，下令所有武裝抵抗組織在朝鮮半島北部自行解散。10月21日時，2,000多名朝鮮軍人跟隨著蘇聯軍隊，前往各地招募組織了警備部隊，並在蘇聯的軍事總部許可下創建一支軍事部隊。1946年1月11日，蘇聯總部認為需要設立一個獨立的單位來維護北部地區鐵路的安全，協助朝鮮組織一支鐵路軍。同年8月15日，又將原本的警備部隊改組成為國家武裝部隊。
1945年10月，朝鮮第一間政治軍事學校 ─ 平壤軍事學院（1949年1月時改名為第二人民軍軍官學校）在金策和金日成的聯手下成立，目的是通過蘇聯的軍事指導來培訓警備或公安機關的人員，學校的畢業生則會直接成為一般警察或加入警備部隊。同時，由金日成所領導的武裝部隊也自中國歸來，並與中央警察學院（1948年12月時改為朝鮮人民軍軍事科學院）所教育出來的政治和軍事人才成為武裝部隊的新一代成員。之後，以金日成為核心的朝鮮成立了朝鮮勞動黨（由朝鮮共產黨和朝鮮新民黨合併而成），並在1946年2月8日成立北朝鮮臨時人民委員會，管理了當時朝鮮半島北部事務。
1947年11月14日，美國決定將朝鮮半島問題提交給聯合國處理，在蘇聯因為中國代表問題抵制聯合國的情況下，聯合國通過大會決議決定於聯合國朝鮮臨時委員會（後改稱聯合國韓國問題委員會）監督下，在美蘇各自的管轄區域內同時舉行選舉，在選出政府後美蘇軍隊各自撤出朝鮮半島，由當地人民自己管理自己的國家。但蘇聯政府不承認這一聯合國的決議，拒絕委員會進入其管轄的朝鮮半島北部地區。
同時為了抵制選舉，1948年2月4日時北朝鮮勞動黨在蘇聯的協助下，其初期組織成員結構成形；四天後的2月8日，朝鮮人民軍也先行宣布創建。但5月時，美軍仍繼續以聯合國的名義坐鎮在朝鮮半島南部，開始於朝鮮半島南部進行選舉。1948年8月15日，親西方的李承晚當選了第一任大韓民國總統，接替了自1945年以來在朝鮮半島南部執政的左派政府，同時大韓民國也在投票後宣布成立。而北部則在蘇聯的支持下，於9月9日選舉了金日成作為内阁首相，朝鮮民主主義人民共和國也於當日宣告成立，蘇聯及東歐各社會主義國家立即予以承認。此時，朝鮮人民軍下轄有中央邊防營、兩個師和一個獨立混合旅。1949年至1950年前后，中国人民解放军中的三个朝鲜族师先后前往朝鲜加入朝鲜人民军。

### 朝鮮戰爭時期

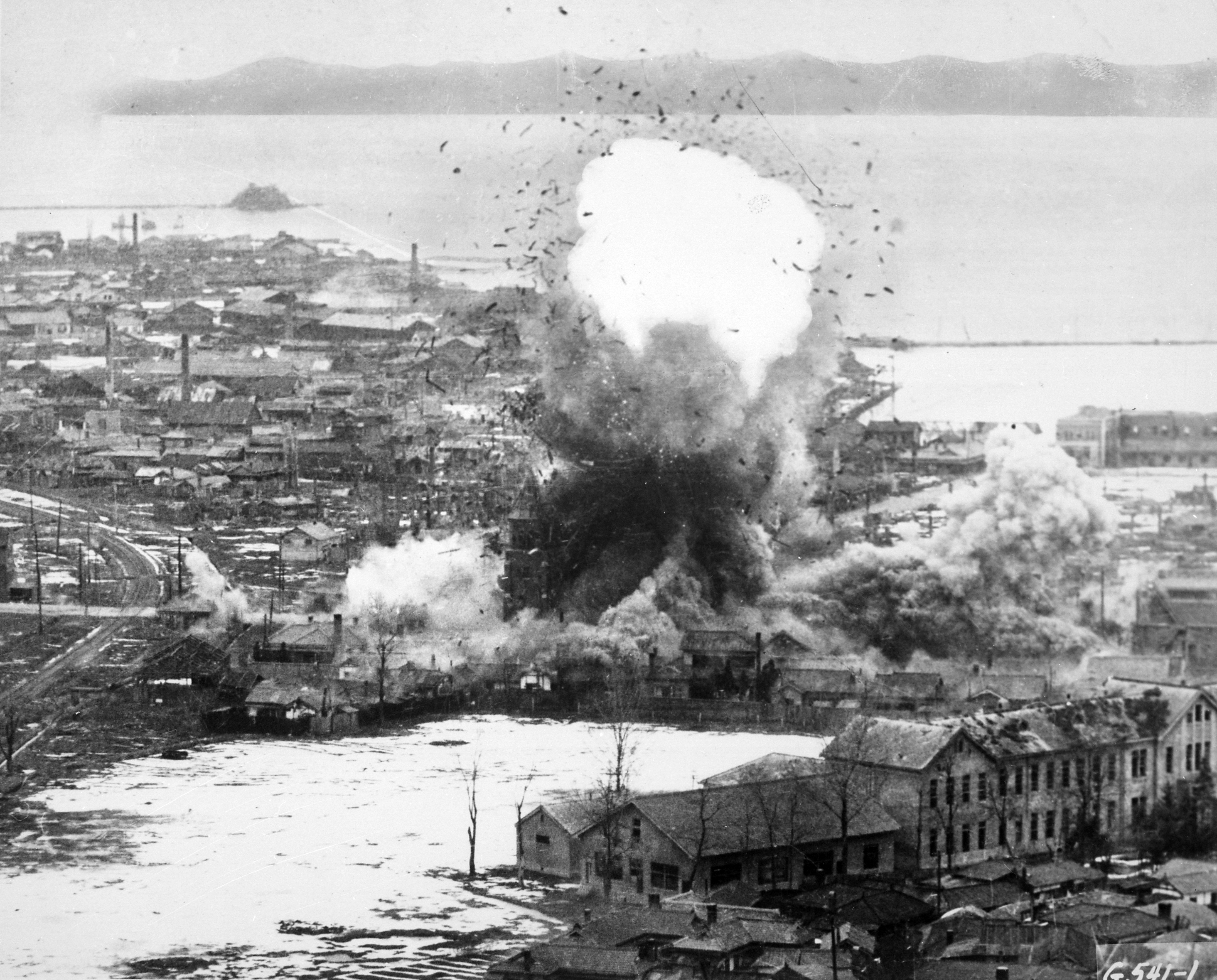
韓戰時元山市被轟炸

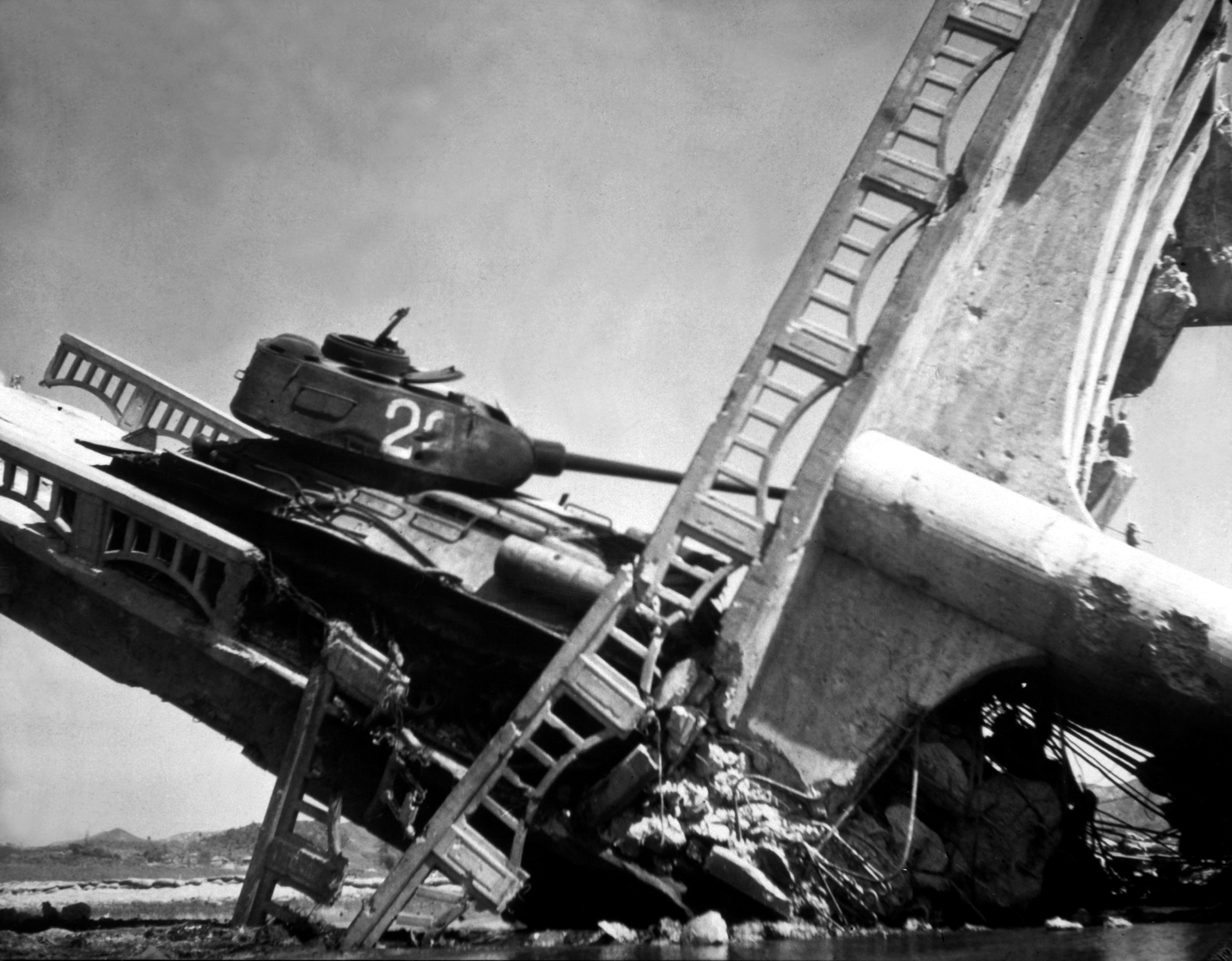
被破壞的橋梁以及其上方無法行駛的朝鮮人民軍T-34坦克，在擊毀前該車正試圖通過韓國水原市，但遭到美國空軍的襲擊失敗。

在朝鮮半島分界線南北各自建立政權後，南北雙方都拒絕承認對方的合法性。雙方互相以小分隊的方式襲擊對方的邊境，分界線附近也因此經常爆發小規模的戰鬥。然而由於韓國總統李承晚聲稱要北上統一朝鮮半島，為此美國嚴格限制對韓軍的裝備援助種類。韓國軍方當時僅有輕武器和輕型火炮可用，沒有飛機和坦克等重型裝備。美國希望韓國軍隊能夠防禦朝鮮部隊的進攻，但無法自己主動攻擊朝鮮。相對的，蘇聯和中華人民共和國則積極援助並裝備朝鮮軍隊。斯大林甚至從槍支、火炮，到軍用卡車以及坦克全都提供給朝鮮人民軍使用，到了戰爭前夕的1950年春季，朝鮮人民軍的規模已達135,000人，並裝備有蘇製的T34坦克和重型火炮等；而韓國軍隊此時無論是在設備的數量和性能上，完全無法與之匹敵。
1950年6月25日朝鮮戰爭（朝鮮稱為「祖國解放戰爭」）爆發，朝鮮人民軍越過了分隔南北韓的北緯38度線，向韓國發動進攻。戰爭爆發後，朝鮮人民軍很快地擊潰韓國軍隊的主力；6月28日，朝鮮人民軍佔領了韓國首都漢城（今首爾），並繼續向南進攻，將韓國軍隊壓縮至釜山環形防禦圈內。1950年9月15日，依據聯合國安理會所通過的第84號決議， 以美國軍隊為首的70,000到100,000人規模聯合國軍在當時戰線後方的仁川登陸，扭轉了戰爭的局勢，迫使朝鮮人民軍北撤。

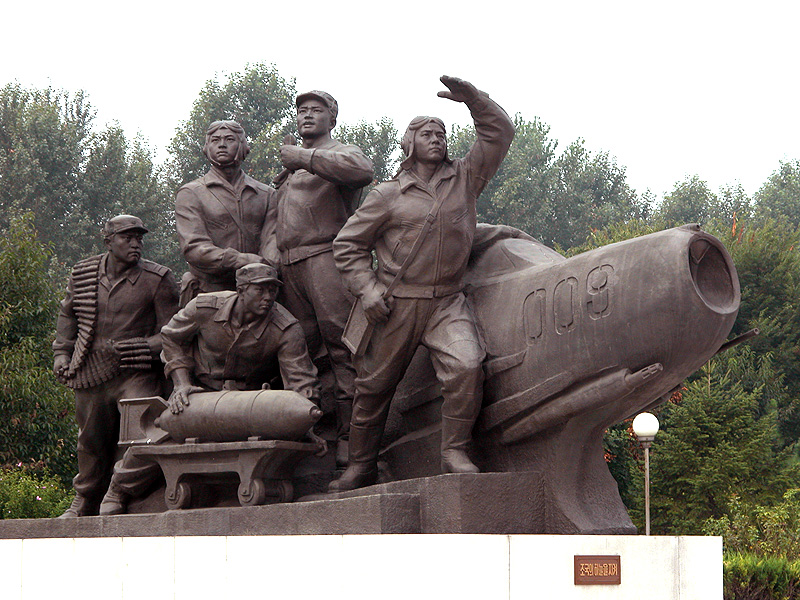
平壤祖國解放戰爭勝利博物館朝鮮人民軍空軍紀念像，雕刻有飛行員、地勤人員以及一架米格戰鬥機。

在9月28日聯合國軍重返漢城並跨越三八線後，10月19日時已經佔領了朝鲜首都平壤。部分聯合國軍部隊甚至已推進到鴨綠江畔。朝鮮人民軍開始大量向人民徵召士兵，甚至有許多娃娃兵的出現。同時，由於這已過度逼近中朝邊境，中共中央政治局作出派遣中國人民志願軍進入朝鮮半島參戰的決定，兩軍聯合成功迫使聯合國軍撤退至北緯38度線以南，雙方進入了消耗戰的狀況。最後，雙方於1953年7月27日在板門店簽署了《朝鮮停戰協定》，決定設立朝鮮半島非軍事區將南北朝鲜分隔南北兩側（但並沒簽署任何和平條約）。
隨後，聯合國軍事停戰委員會設立以監督雙方在停戰協定的執行概況，並由下轄的中立國監察委員會執行監督一事。這些國家分別有波蘭和捷克斯洛伐克監督朝鮮人民軍以及中國人民志願軍，瑞典和瑞士則監督聯合國各國軍隊。朝鮮人民軍在經歷韓戰後，經統計有近215,000多人陣亡，101,000多人失蹤或被俘。

### 近代狀況

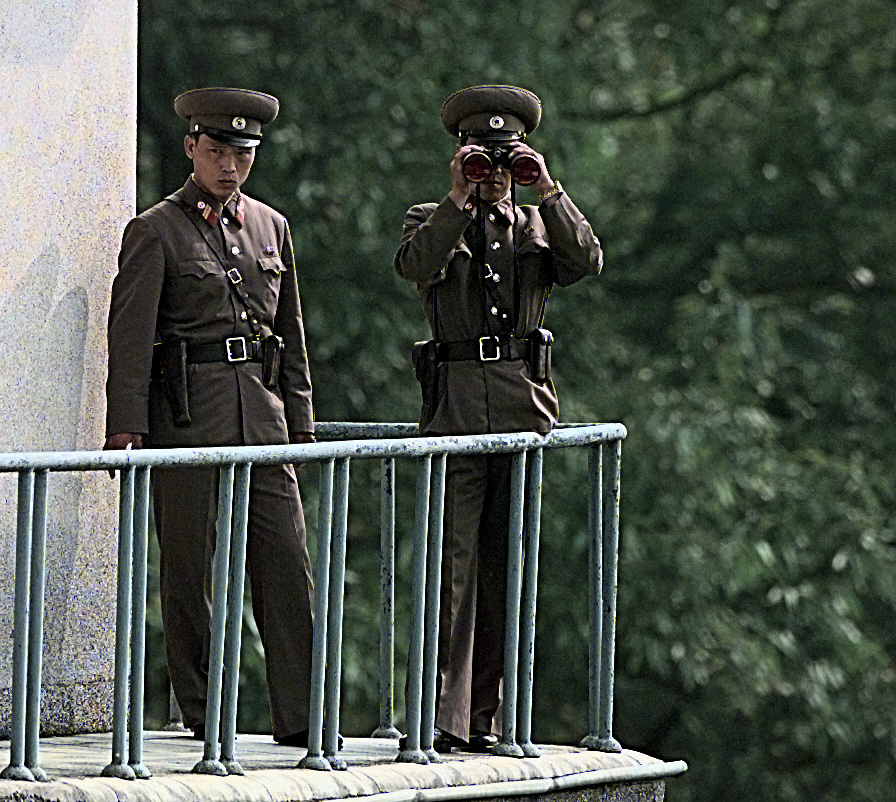
朝鲜人民军士兵在軍事分界線一旁的高塔上監視著。

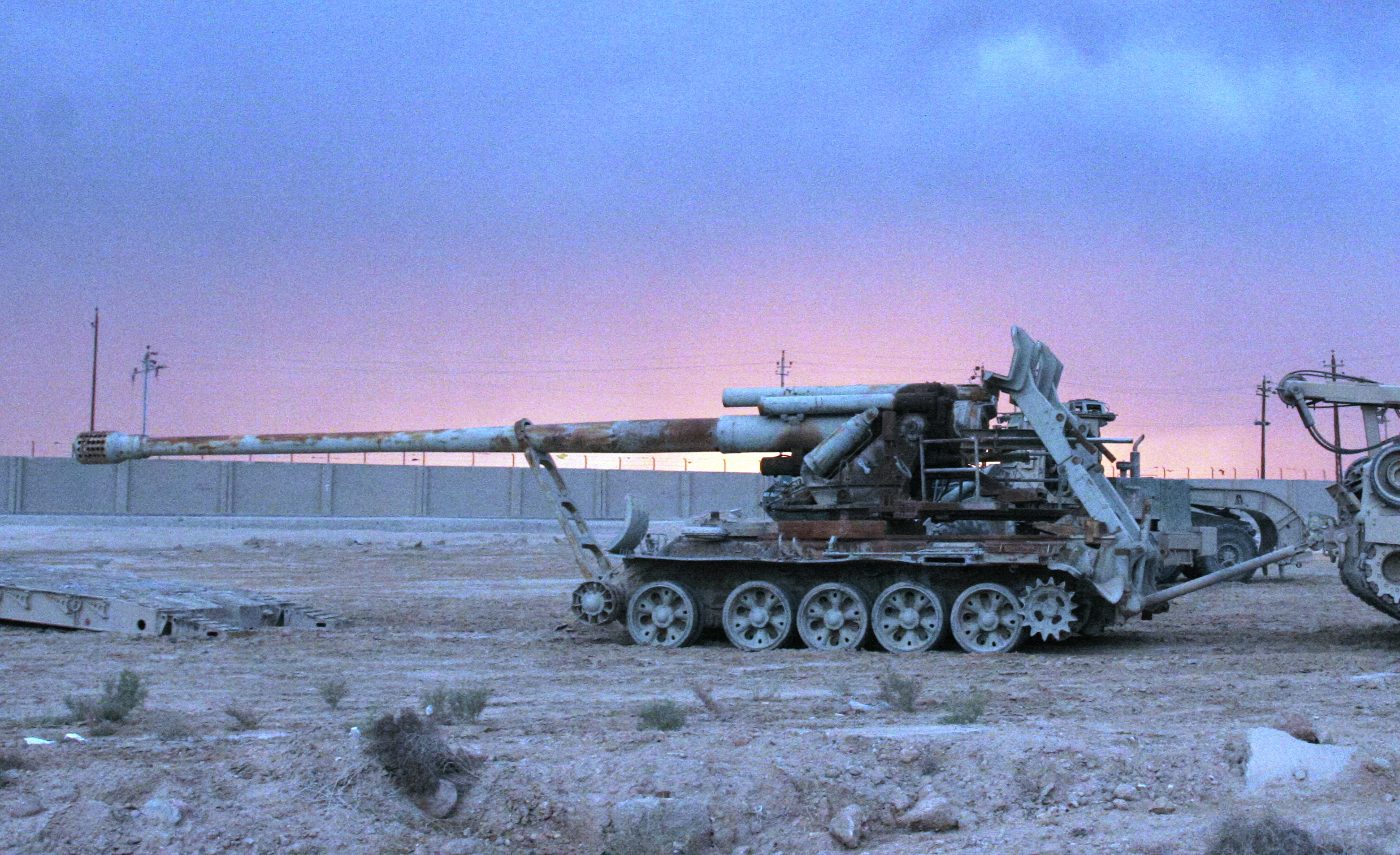
朝鲜以59式坦克改裝的170毫米谷山M-1978自走砲。

1967年10月朝鮮政府決定，派遣朝鮮人民軍約200位飛行員以及兩個營的高射砲前往越南參與1967年和1968年間的越南戰爭。 之所以提供援助給越南民主共和國，主要是因為其也是屬於社會主義國家之一。而除了朝鮮民主主義人民共和國外，蘇聯、中國、捷克斯洛伐克、波蘭、匈牙利、保加利亞、羅馬尼亞、東德和古巴等社會主義陣營皆提供了後勤支援。而在1973年贖罪日戰爭時，朝鮮亦派遣數名飛行員參加阿拉伯國家軍隊的行列。
到了1970年代，朝鮮領導人仍參考1920年代到1930年的蘇聯軍事領導人的戰績，如有「紅軍拿破崙」之稱號的米哈伊爾·尼古拉耶維奇·圖哈切夫斯基其軍事作戰及游擊戰等戰術就常被提出。隨著蘇聯在軍中「深度經營」，朝鮮在武器、技術、訓練以及戰術上都與蘇聯有些許相似。而這種讓蘇聯協助訓練朝鮮軍官，再由朝鮮人民軍發展他們版本戰術的做法，被稱為「兩線作戰」。 其中，朝鮮特別注重蘇聯紅軍於1920年代與1930年代之間發展出來的「縱深作戰」。當時朝鮮人民軍試圖以強大的常規武力，透過火砲、裝甲部隊以及機械化部隊，在韓國軍隊無法預測的情況下快速突破38度線、包圍住韓國試圖反擊的武力，迅速佔領整個朝鮮半島。

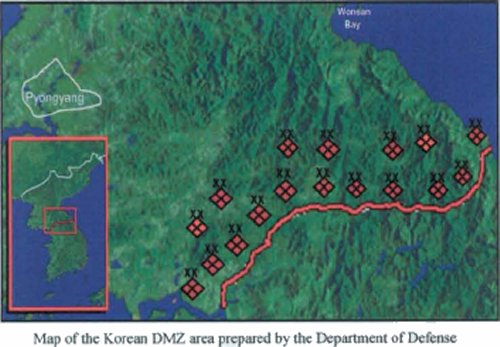
韓國國防部提供的非軍事區地圖，上面顯示了朝鮮人民軍部隊在線後軍力部署。

在1970年代以後，朝鮮人民軍的高級官員在官方刊物撰寫許多改良過去蘇聯軍事思想特點的文章。在這些人心中，認為現代戰爭的性質是三維的，並沒有前方和後方的區別且流動性很大。這些文章預告著朝鮮人民軍將急劇地增加機械化部隊、卡車機動步兵營和自行火砲營地數量。更甚者，這種理論會大幅的使用於各軍種，也意味著朝鮮人民軍將可能會重組並重新部署其地面部隊。
自朝鲜战争結束簽訂《朝鮮停戰協定》後，朝鮮人民軍軍隊越來越重視38度線朝韓非軍事區，並部署大量軍隊與這附近。儘管朝鲜半岛南北方已無如朝鲜战争般大規模作戰，但到了今日仍會發生致命的衝突，這包括有海上的小型砲戰，以及朝鮮對韓國進行情報活動時的交戰。

### 軍事費用
根據美國中央情報局的估計，朝鮮民主主義人民共和國花費近20％到25％的國內生產總值在軍事上，這與世界大多數國家比較都是相當少見的極高比率，僅有如敘利亞和以色列這類高衝突威脅國家才勉強能相比。朝鮮之所以花費這麼高的費用比率於軍事設備上，是因為期望能與大韓民國國軍以及駐韓美軍保持軍事平衡。时至今日，朝鲜国防工业已擁有能夠製造如芦洞弹道导弹等長程導彈的程度。根據美國研究機構CSIS的報告，朝鮮已有製造核武的技術與材料，甚至還可能秘密擁有了約2到9枚核武器，中华人民共和国专家称约有20枚左右。由於朝鮮採「軍事第一」的先軍政治，因此人民軍的地位甚至還高於政府以及社會，甚至其年度預算有將近60億美元之巨。
相比之下，韓國的軍費開支則要小得多，僅僅占GDP的2.5％左右。根據國際政策中心在亞洲主任、伍德羅·威爾遜國際學者中心研究員塞利格·哈里森指出：「美國的存在使韓國減少軍事经费的犧牲，否則韓國得花費遠高於目前水平的國防開支才能維持兩國的軍事平衡。同樣的，美軍是否撤出漢城這議題將會在是否與美軍進駐時，擁有相同安全等級的情況下增加國防開支下；還是要相反的，要在與朝鮮在以統一兩韓作為目標妥協下，透過談判與提供不錯條件使得雙方相互裁減各自的部隊。」在先軍政治的情況下，金正日又以陸軍為重，正如他所說的：「陸軍第一」。

## 指揮及控制
朝鮮人民軍的主要指揮和控制，皆是透過由金正恩領導的朝鮮勞動黨中央軍事委員會管轄；其中，又以国防省和朝鮮人民軍總參謀部進行更詳細的指揮工作。除了對主要的軍事部隊行使指揮權外，基本上這些軍事指揮單位也可要求各局和業務單位配合其軍事政策。而為了要確保政治控制，以避免軍事叛變等可能。
1990年開始，在朝鮮人民軍指揮高層中出現了許多戲劇性的轉變，眾多過去的將領皆退役並改由新世代來接替，成為今日朝鮮人民軍的指揮及控制層級的一員。在這其中，大部分的細節和變化並未由官方正式公布，令外人難以知曉。較為人知的將領變化則多為自然會發生的結果，也就是因老化導致領導的年老將領相繼逝世，這包括有最高領導人金日成（1994年7月8日）、人民武裝力量部（現為國防省）部長吳振宇（1995年2月25日）和人民武裝力量部（現為國防省）部長崔光（1997年2月21日）等將領。
絕大多數的權力變化皆因金日成兒子金正日確保權力和地位而實施。在1990年5月23日第6屆最高人民會議第18次會議中，國防委員會（現為國務委員會）確定其為獨立委員會，並提升其地位到與中央人民委員會對等的位階。自此國防委員會不再像過去由中央人民委員會管轄，同時金正日被任命為國防委員會第一副委員長的高職。1991年12月24日，金正日被任命為朝鮮人民軍最高司令官。1992年4月20日，他被授予了元帥軍銜；一年後，他已經成為了國防委員會委員長。
1991年12月到1995年12月這段期間，朝鮮人民軍有近800位高級官員的職務向上晉升。而在金正日成為元帥後的三天內，有8位大將晉升到次帥這一軍階。1997年4月金日成的85週年紀念生日當日，金正日又提拔127名一般職務人員往上晉升。 之後的四個月內，他又陸陸續續讓另外22位將軍在朝鮮勞動黨中任職在各部門具高影響力的職位上。這些晉升的行動持續多年，主要配合著金日成的生日慶祝以及每年四月的朝鮮人民軍週年慶典中進行。

### 中央軍事委員會
朝鮮勞動黨中央軍事委員會是朝鮮勞動黨的最高軍事機關，根據《朝鮮勞動黨章程》的規定統帥著朝鮮民主主義人民共和國所有武裝力量。 在功能和特點上，都近似於中國共產黨的中央軍事委員會；同時，朝鲜國務委員會的委員也有兼任该委员会成员者。
最早，由朝鲜劳动党中央委员会总书记金日成當選了第一任的中央軍事委員會委員長。隨著他的逝世，其長子金正日接任黨總書記時兼任軍委委員長職務。金正恩曾經被任命為中央軍事委員會第一副委員長，確認為金正日的接班人，金正恩掌權以後中央軍委的權力大幅擴張，甚至成為勞動黨的權力核心。目前該委員會委員長由朝鲜劳动党总书记金正恩兼任，他在父親金正日逝世後接任。

### 国務委员会
朝鲜國務委員會（前稱國防委員會）在1998年修訂的憲法中，指定其為「軍事機關管理以及軍事問題指揮的最高機關」，並於1998年9月第10屆朝鮮最高人民會議第1次全體會議任命相關人士。但他同時也是實際上的中央最高權力機構，除了負責國防外，它也對經濟、政治、黨務等工作也有很大控制權。2009年4月時，第12屆最高人民會議第1次全體會議決定將國防委員會成員定為13人。2010年5月，金一哲因高齡為理由被解任；2010年6月，張成澤晉陞國防委員會副委員長。2010年11月，國防委員會第一副委員長趙明祿逝世。至此國防委員會總計11人，包括有委員長1人、副委員長4人，以及其他委員共6人。
在朝鮮第12屆最高人民會議第1次全體會議中，朝鮮人民軍最高司令官金正日連任當選國防委員會委员长；而朝鮮勞動黨中央軍事委員會委員張成澤、朝鮮勞動黨中央政治局委員李用茂、朝鮮勞動黨中央軍事委員會委员金永春以及朝鮮勞動黨中央委員會委員吳克烈等4人，則擔任副委员长一職。
2016年6月，國防委員會被國務委員會取代，新機構不再只集中在軍事管理工作上。

### 國防省
朝鮮民主主義人民共和國國防省（前稱人民武力省）是朝鮮人民軍的主要實質領導機關，原來屬於國務委員會下轄部門之一，相當於其他國家的國防部。在名義上，國防省同時領導著人民軍總參謀部、人民軍總政治局、人民軍後方總局、人民軍偵察總局、保衛司令部和護衛司令部；但在實際上，這些部門則屬於人民軍最高司令部管轄。
2014年6月，朝鮮人民武力部（現為國防省）部長由玄永哲大將擔任。第一副部長則由徐洪燦上將擔任，其他副部長分別有尹東鉉上將、姜杓英上將以及金佑鎬上將等。
現任的國防部最高領導人，即國防相是努光鐵大將，就職於2024年10月9日。

## 朝鮮人民軍陸軍

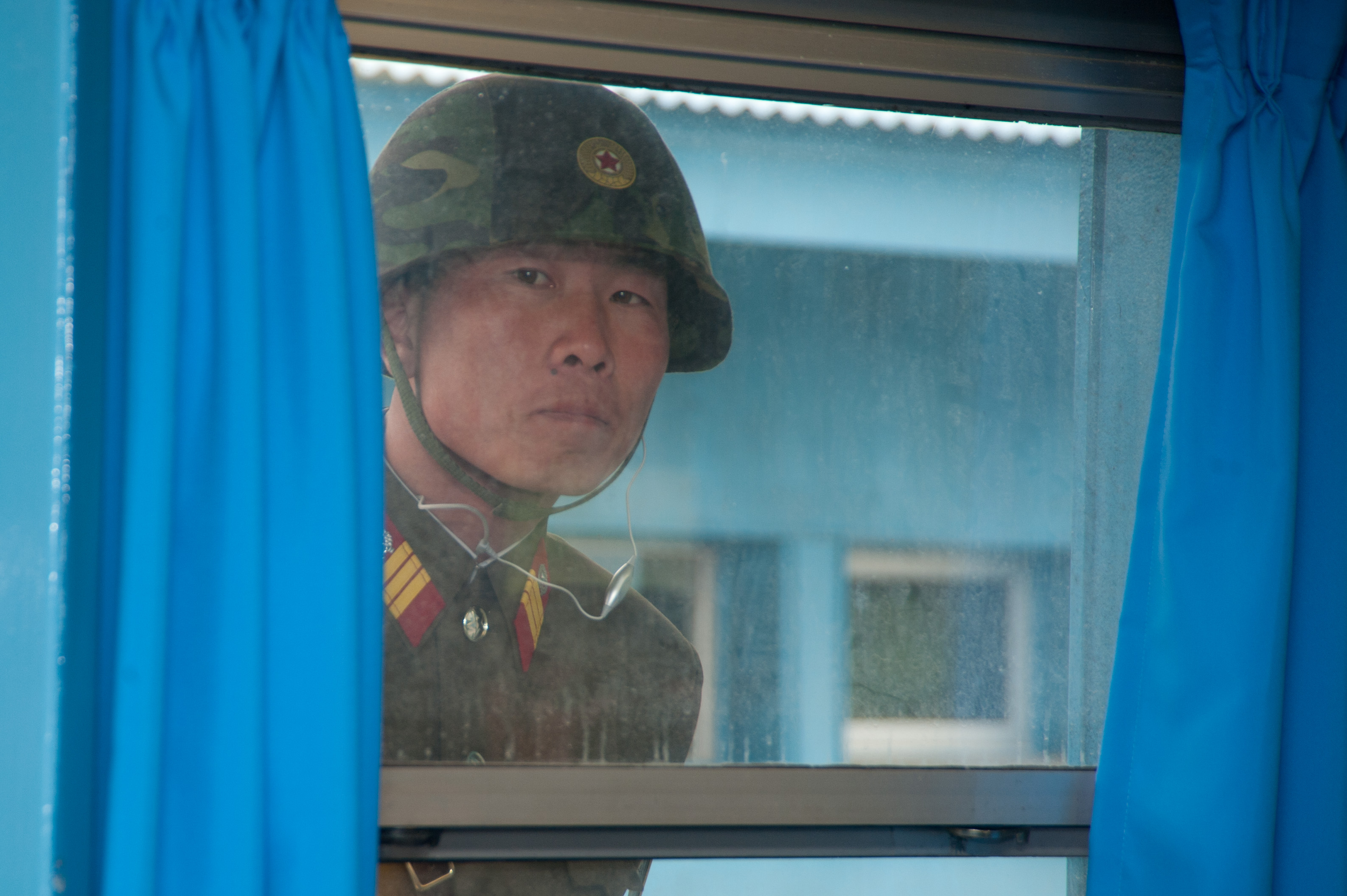
非軍事區的衛兵
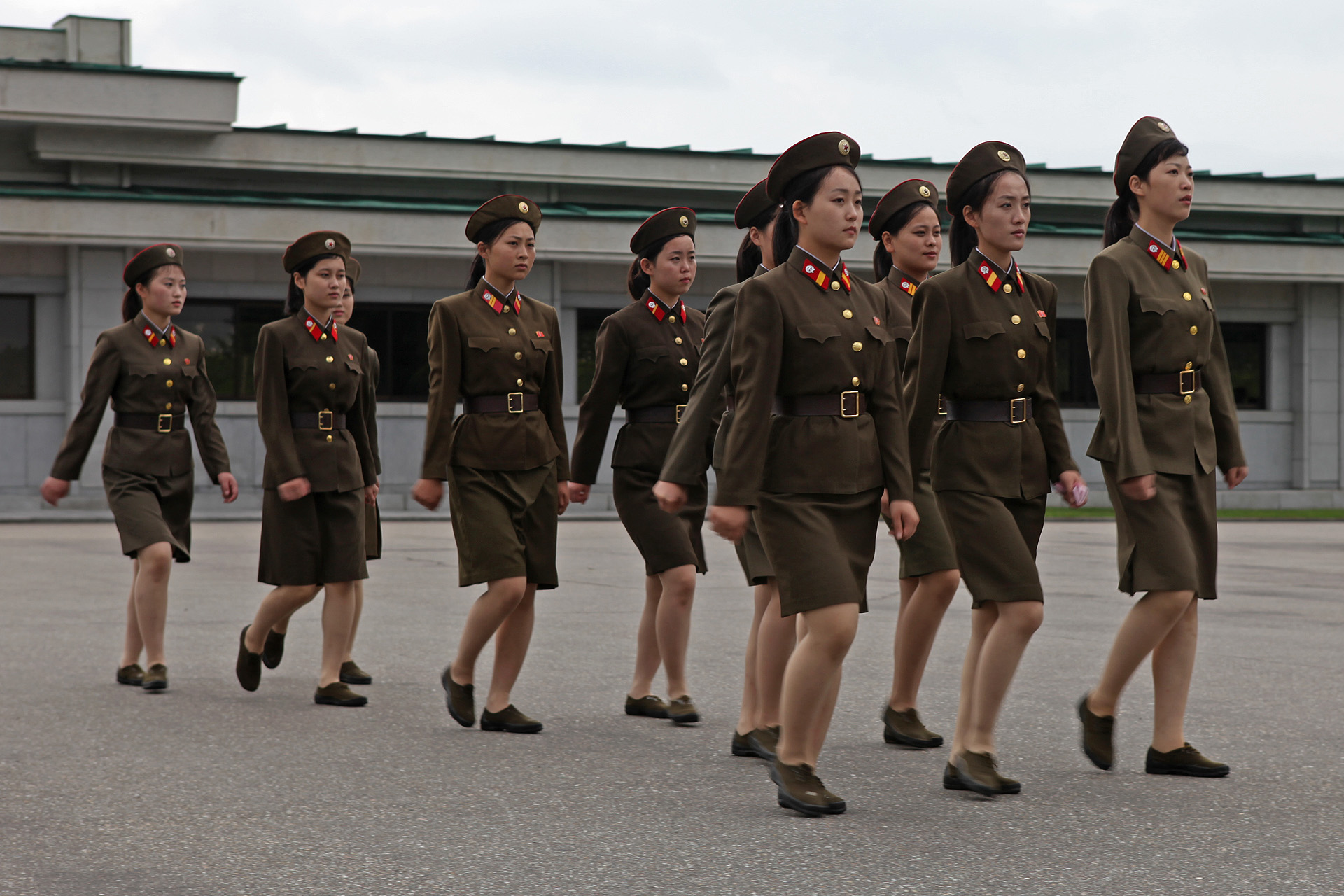
女兵
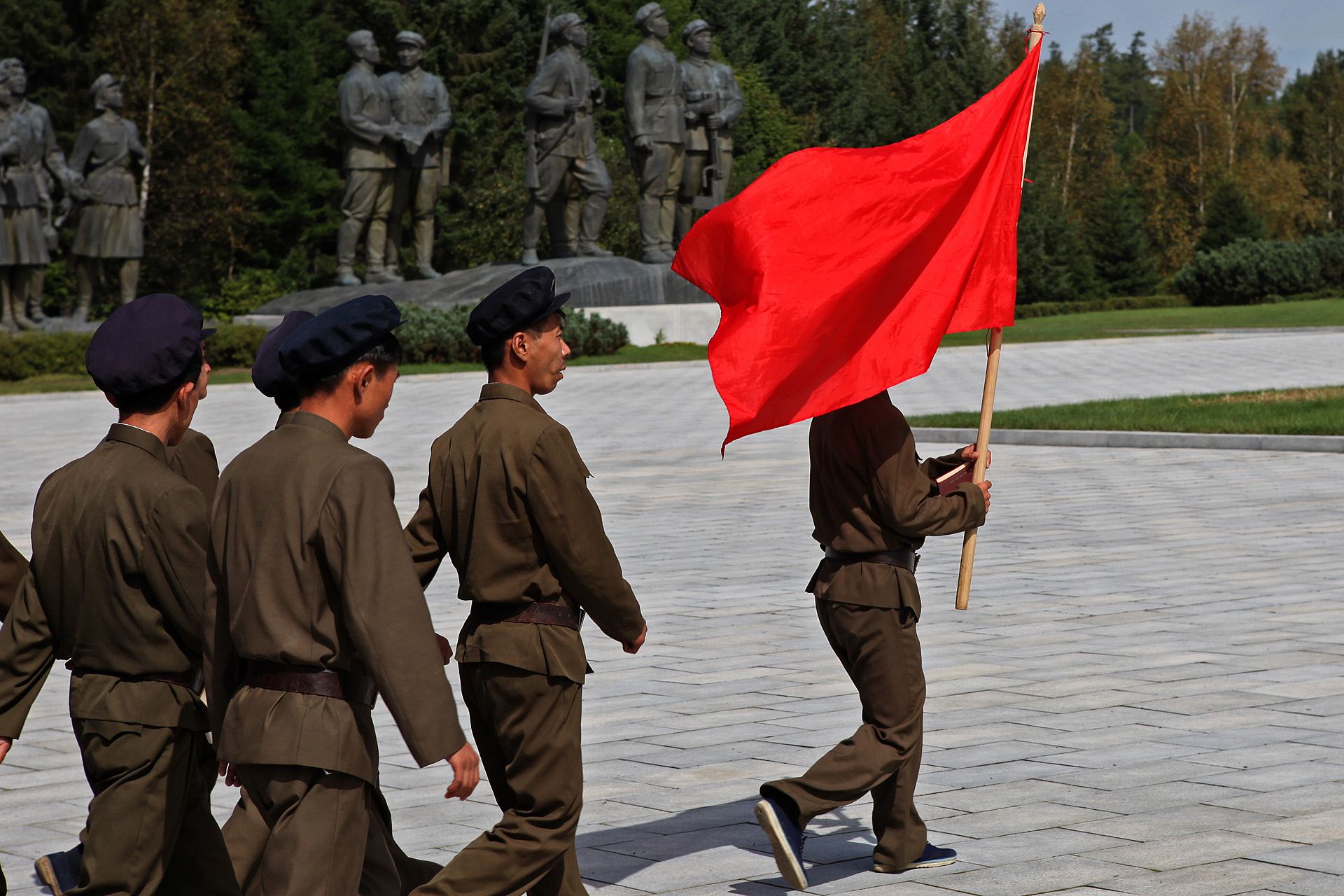
朝鲜民防兵
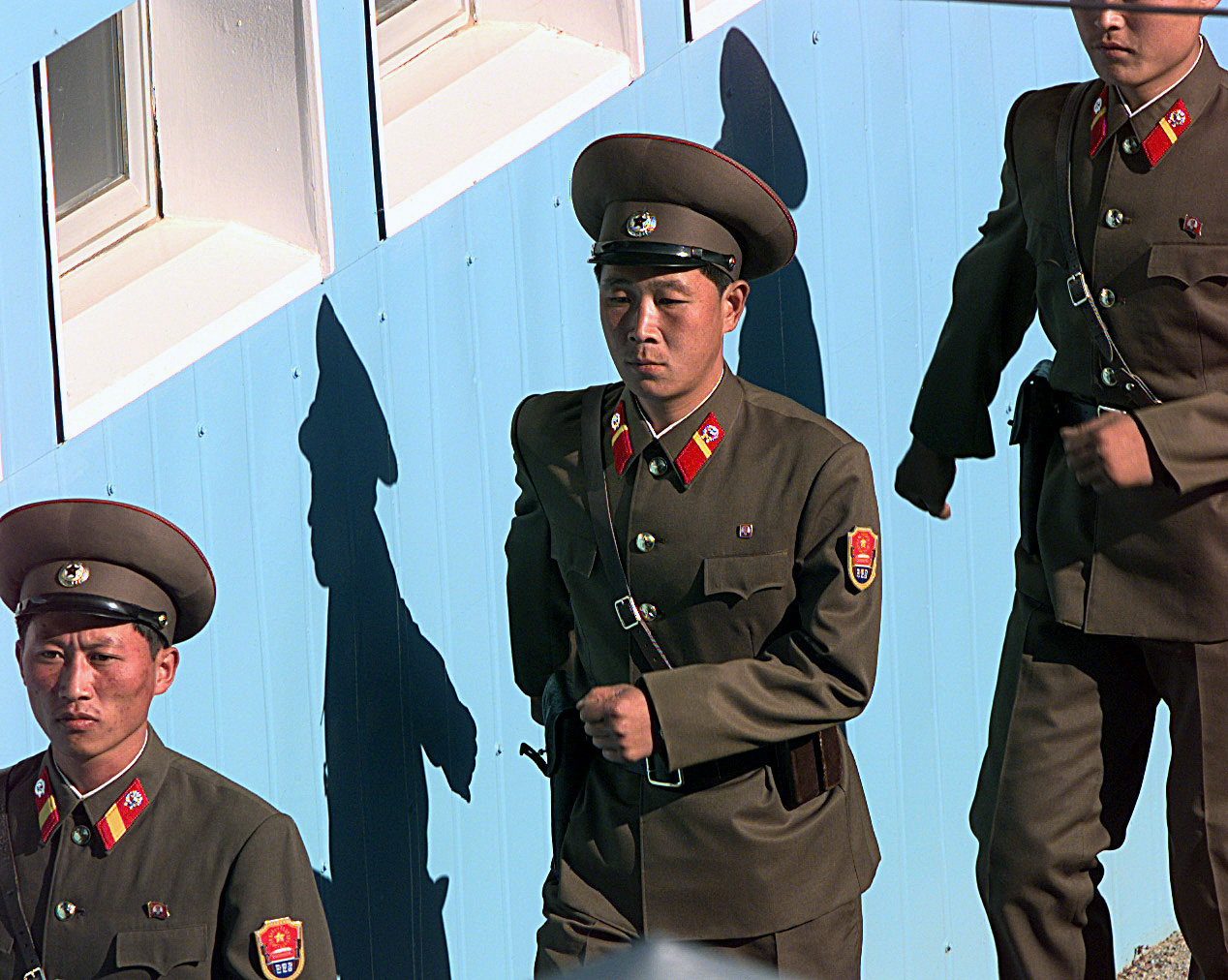
南北韓非軍事區的守軍隊伍正於位在板門店的共同警戒處巡邏。

### 組織概況
朝鮮人民軍陸軍的地面部隊是目前朝鮮軍隊中最大的組成要員，甚至朝鮮人民軍的軍旗便是直接沿用其陸軍軍旗。截至2001年為止，朝鮮人民軍陸軍預計有約1,003,000成員規模，可編成20個軍團、176個師和旅。陸軍軍隊有近70%的現役部隊以及全國大多數的火砲和裝甲戰鬥車輛 ，進駐邊境附近與韓國對峙著。除了正規軍外，朝鮮人民軍陸軍也有一個規模超過90,000人的特種部隊。 直到1986年以前，大多數的來源都聲稱朝鮮僅擁有兩個裝甲師。
但到了近代，透過戰鬥序列的改組裝甲軍團和裝甲旅開始加倍增加。到了1980年代中期，大多數的大口徑自行火砲合併至第一砲兵團裡。 與此同時，重組後的部隊重新部署向前移動，越趨接近兩韓的非軍事區域。這導致擔任前鋒的隊伍在其業務管轄區域遭到壓縮，不過其內部組織仍與過去保持相同。不同於1980年以前，新組建的機械化部隊紛紛往前部屬，使得裝甲和砲兵部隊能迅速組成第一梯隊，從後方直接為一般常規部隊提供強大的掩護火力。
截至1992年為止，陸軍軍隊由19個兵團組成，另外還有兩個獨立的特種作戰部隊，這些武裝力量在九個軍區（或地區）下被指揮管制著。

## 朝鮮人民軍海军

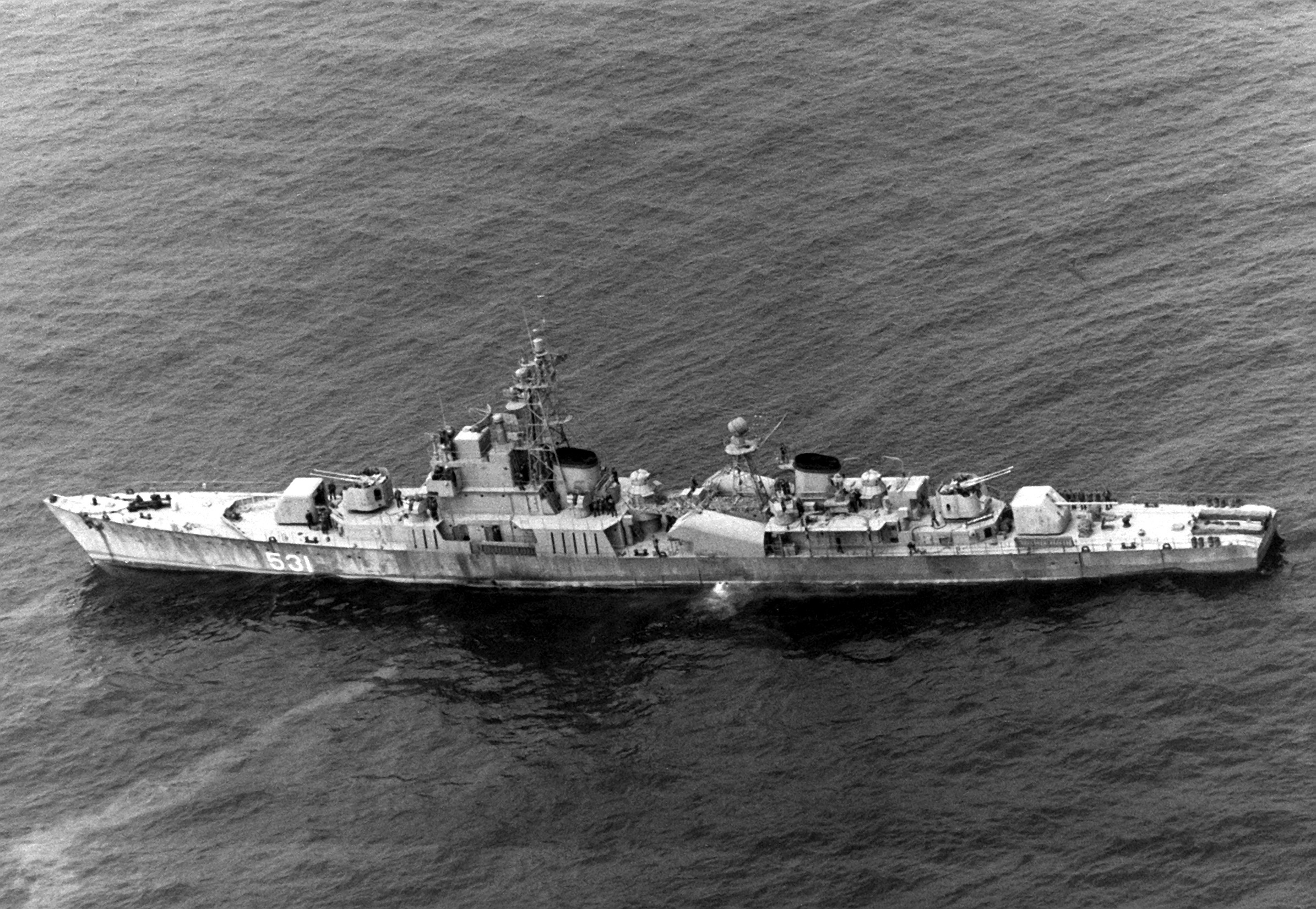
朝鲜罗津级导弹巡防艦。舷号531，系1973年建造。建造期间曾经得到上海江南造船厂技术援助，性能和中华人民共和国同期建造的江湖级相当。

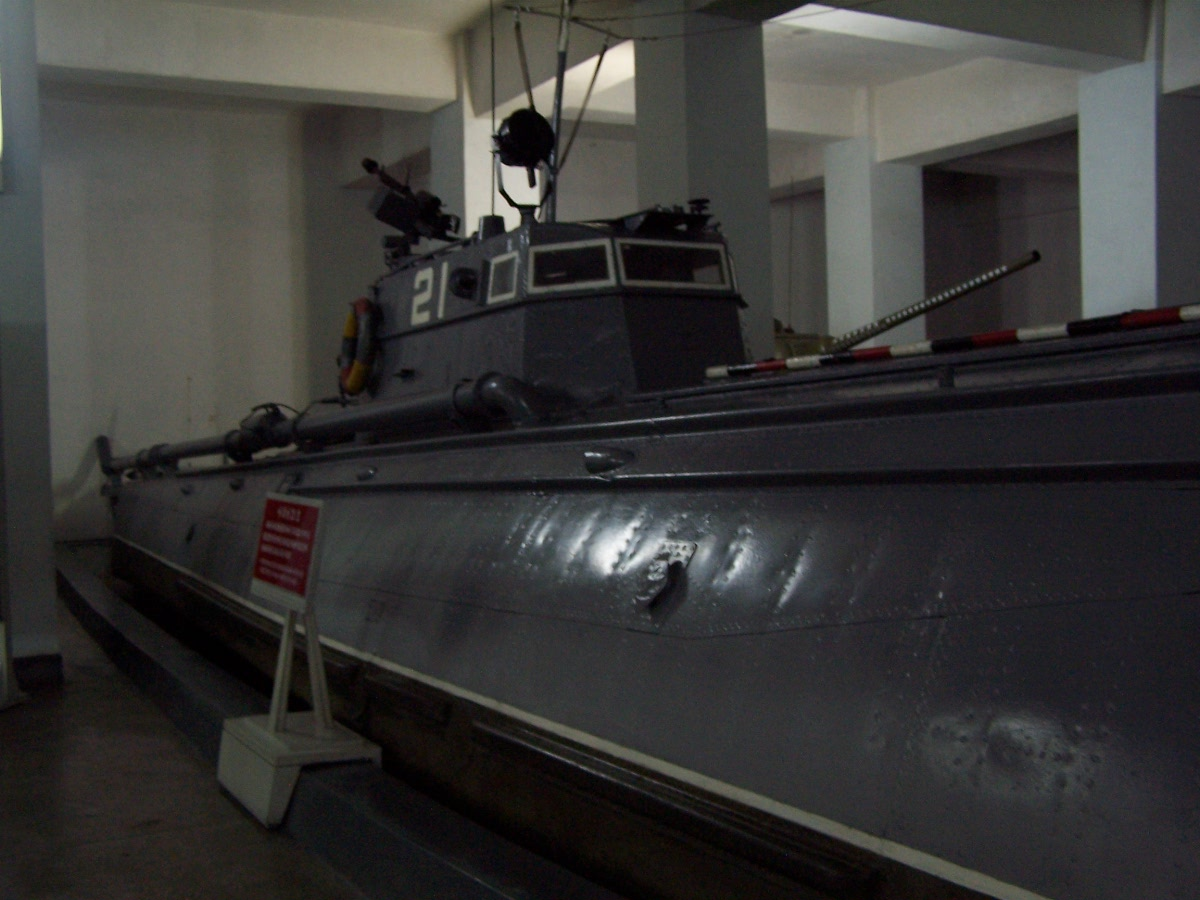
21號魚雷艇於於位在平壤的祖國解放戰爭勝利博物館展出。

朝鮮人民軍海軍是一個重視沿岸火力的的海軍部隊，其主要任務範圍僅朝韩禁區周圍50公里左右。在朝鮮，朝鮮人民軍海軍在兵役以及資源上是最後分配到的，同時它的大部分設備也早已經過時了。儘管朝鮮海軍的裝備落後，但在朝韩禁區周圍50公里這種有限的範圍內也足以應付其他船隻，這意味著即使在和平時期他們也不可能任由其他船隻前往靠近朝鲜海岸。
成立於1946年6月5日的朝鮮人民軍海軍，在1960年時其海軍實力在約為40,000至60,000兵員左右；截至2008年為止，朝鮮人民軍海軍則約有46,000多人的規模，以及708艘的各式船隻，其中這些船隻大多是負責登陸作業以及滲透作戰時使用。 這些船隻包括有3艘巡防艦和70艘潛艇，潛艇方面分別有約20艘的R級潛艇（1,800噸）、40艘的鯊魚級潛艇（300噸）、10艘如鮭魚級潛艇（130噸）的小型潛艇。 除了船艦外，北韓海軍的海防單位還擁有大量老式火砲以及反艦飛彈 。
朝鮮人民軍海軍又可分成兩支艦隊 ─ 東海艦隊（主要於日本海執勤）和西海艦隊（主要於黃海執勤），但兩艦隊並不能在與大韓民國作戰時相互掩護支援。除了在沿海港口的作戰基地外，在平壤還有訓練、造船維修單位以及海軍司令部。 朝鮮人民軍大部分是將海軍艦艇分配於東海艦隊上，以應付那裡可能爆發的外來衝突，而兩支艦隊並不曾有過聯合行動，也沒有相互調動船隻支援的狀況發生過。

## 朝鮮人民軍空軍

### 組織概況
朝鮮人民軍空軍其主要任務是保衛朝鮮領空，擁有朝鮮人民軍主要的防空火力以及有限的攻擊能力。 截至2007年時，朝鮮人民軍空軍擁有約110,000人員，這包括機組人員、維修後勤人員以及管理指揮人員，為朝鮮人民軍第二大的兵種。 它並擁有1,600到1,700架地各式飛行器，這些主要由過去蘇聯和中華人民共和國所提供。朝鮮人民軍空軍還架設一個非常龐大的防空雷達網，以及許多的高射炮及導彈基地。 
朝鮮人民軍空軍士兵選擇的標準遠遠高於陸軍或者是海軍，這些標準往往要求甚高，如高於全國平均的教育水平、飛行技術熟練、政治服從上可靠以及思想信念上並無反抗意識。然而儘管朝鮮人民軍空軍具有比海軍和陸軍更高的優先選擇權，甚至在某些方面可說是備受關照，但實際狀況為北韓空軍仍缺乏足夠的現代化裝備，大多數的飛機和面對空飛彈皆已過時。這主要是因為飛機飛行的配件缺乏、動力和燃料供應商缺乏，加上專業知識和設備的不足以及不斷的投奔狀況。同時，朝鮮空軍部隊的飛行員進行飛行訓練時間極少（有些朝鮮人民軍空軍的飛行員只有7個小時的飛行時間，相比之下北約成員國受訓生至少需要進行150小時的飛行訓練，才能正式成為新手飛行員，中國飛行員更要進行180小時的飛行訓練，才能單獨飛行，更不用說同樣都要進行超過200小時飛行訓練的美國、俄羅斯飛行員。），這些問題引起了許多老練朝鮮飛行員對新人的不信任感。
朝鮮人民軍空军分為六個航空兵師，其中有四個負責防空任務，另外兩個則提供空中運輸：
- 第一、第二和第三航空兵師負責駕駛作戰飛機，分別保衛着朝鮮人民共和國的東北北側、東側和南部地區。
- 第五和第六航空兵師負責駕駛運輸飛機執行任務。
- 第八屆飛機空運部操作培訓，並負責保衛東北東側的領空。

除此之外，在朝鮮國內的航空公司高麗航空亦由朝鮮人民軍空军下轄的民航局管制，必要時亦能投入戰場進行空中管制。 目前朝鮮人民軍空军部署於共89個小型基地，其中包括有18條機場跑道和20個直升機停機坪。大多數的空軍基地許多處為巨大的地下結構，能直接承受敵方的攻擊；一些主要的空軍基地甚至有地下飛機跑道，戰鬥機從中可以直接起跑準備起飛。

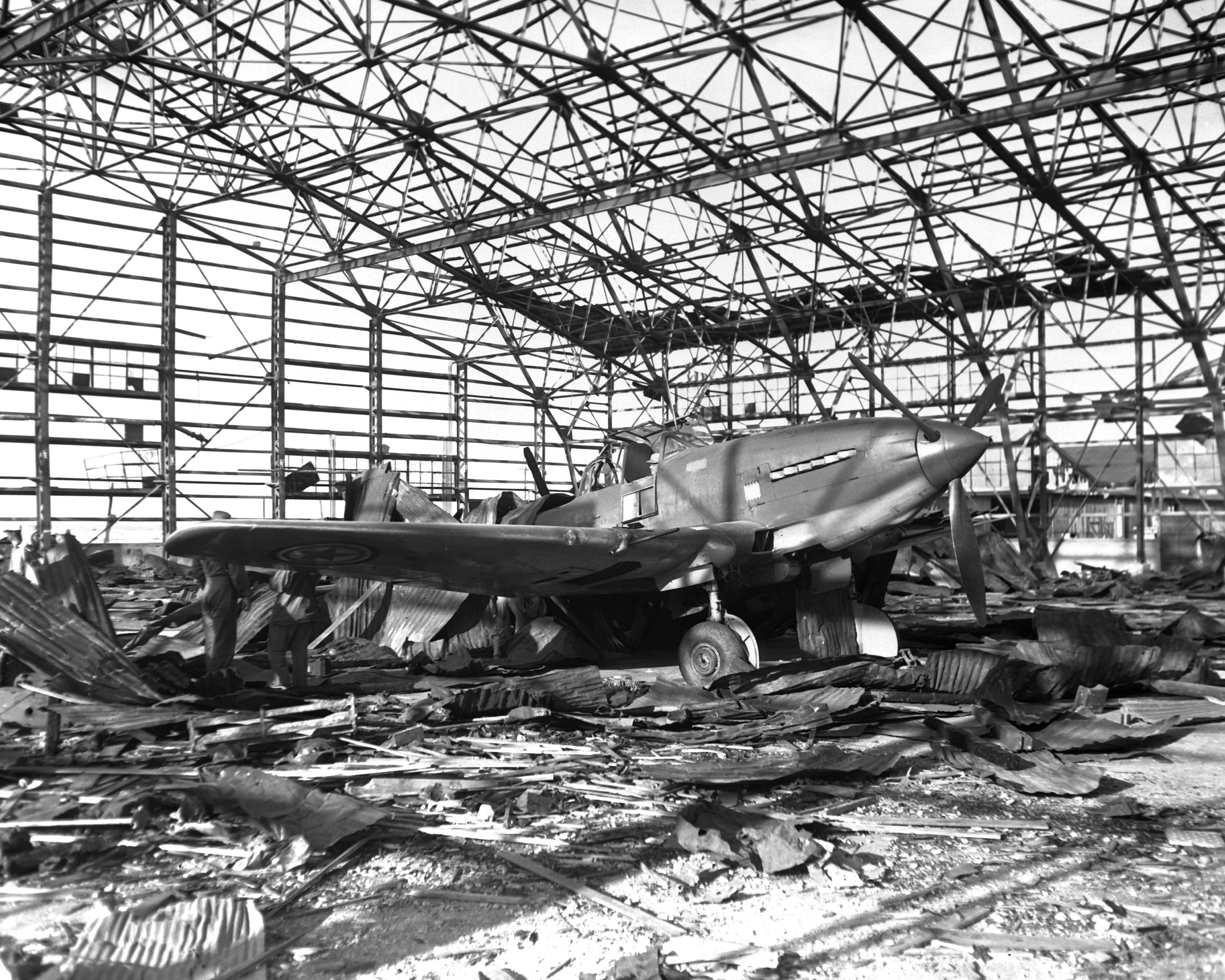
朝鮮空軍的Il-10攻擊機停放於受損的大韓民國金浦國際機場機庫內，攝於1950年9月21日。
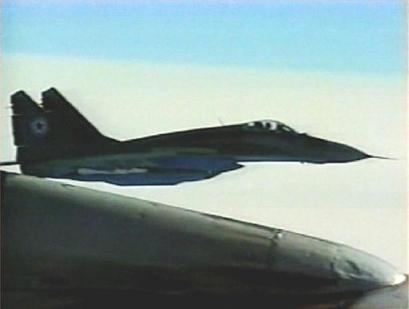
朝鮮空軍MiG-29，2003年由美國P-3獵戶座攝得。
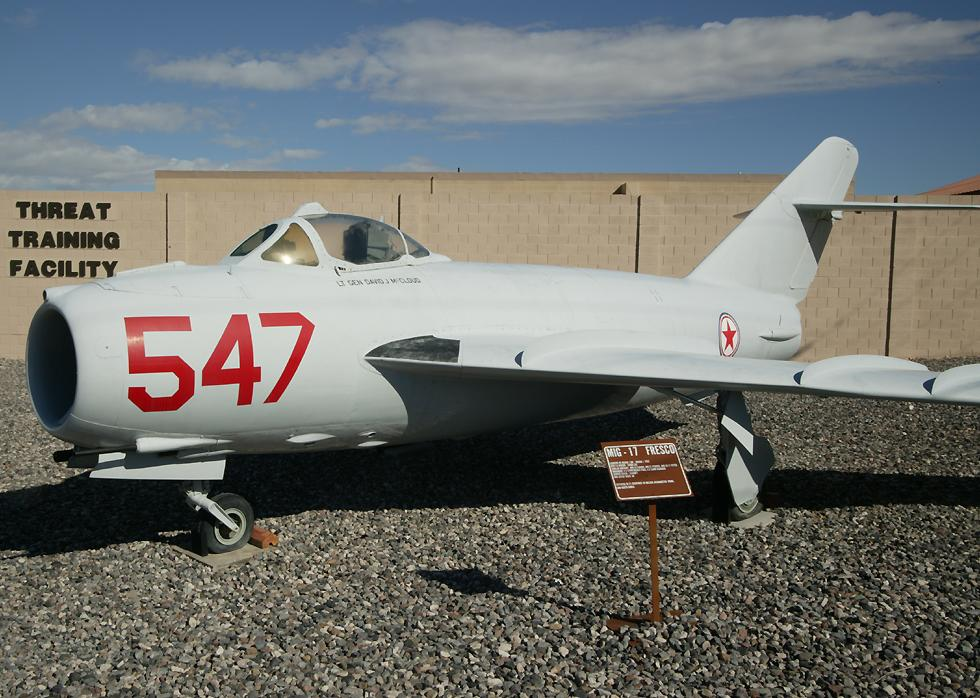
一架被捕獲的朝鮮米格-17戰機。
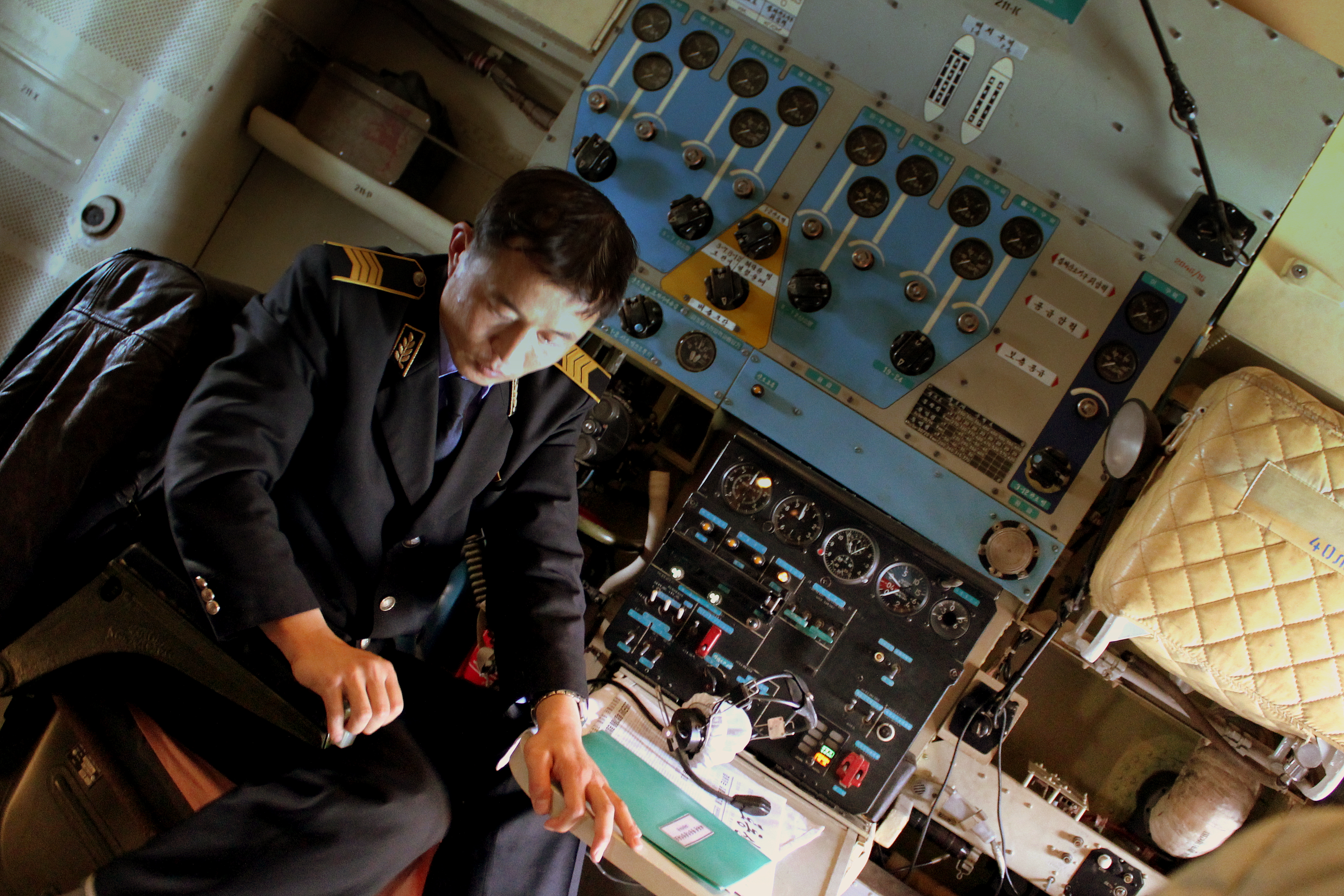
朝鮮空军机组人员

### 任務概況
由於朝鮮人民軍在過去朝鲜战争中，受到美國大規模轟炸的影響，朝鮮人民軍空軍其主要的目的便直接定義為捍衛朝鮮的領空。同時，大規模的加入各式戰鬥機、地對空飛彈和高射炮也反映了這一點。然而，由於朝鮮所擁有的來自蘇聯和中國的飛機存貨，大多快速老化接近退休年限，或者是多已是過時的飛機設計。因此，朝鮮空軍對其主要目標可能已經發生變化，在過去幾年逐漸傾向為地面部隊提供火力支援，並試圖製造大規模空襲來威脅位在韓國的人口中心與軍事目標。
這樣一來，朝鮮可能試圖透過其空軍武力，作為一種威懾來維持與韓國的軍事平等；就像朝鮮本身的彈道導彈一般的嚇阻攻能，而不是試圖保持在飛機纏鬥時那些許的優勢。隨著朝鮮空軍將120架過時的戰鬥機、轟炸機和運輸機調至非軍事區附近，這也似乎證實了這種假設。朝鮮空軍同時擁有種類廣泛的各式戰鬥機和攻擊機。朝鮮是少數仍在採用過時的米格-17戰鬥機和米格-19戰鬥機的國家，而在軍隊現代化的需求，但在朝鲜對其進行現代化的改良後，這些戰鬥機與米格-23戰鬥機有相似的纏鬥能力，甚至和米格-29戰鬥機也不會相差很遠。目前朝鮮人民軍空军最多數量的戰鬥機為米格-21戰鬥機，儘管這款飛機仍有些過時，但如果該機並無保養不當且由經驗豐富的飛行員駕駛時，在空中與對敵人戰機空戰時仍有一定的勝率。美國分析業界GlobalSecurity.org對朝鮮空軍評估後報告說：「朝鮮人民空軍有能力捍衛朝鮮邊際的領空，以及對大韓民國進行有限的空中作戰能力。」
然而朝鮮土地上仍設有多種防空措施，從近程的便攜式防空系統和ZPU機槍，到遠距離的S-200飛彈地對空導彈系統以及大口徑地高射火砲，朝鮮擁有世界上最密集的防空網。此外，有很多的地面攻擊機被保存在戒備森嚴的機庫，其中一些甚至有能力承受核子武器於附近爆炸。為了因應韓國與美國的威脅，朝鮮空軍也試圖研發雷達吸波塗料來隱藏各重大設施。

## 朝鲜人民军战略军

朝鲜各式彈道导彈的估計攻擊範圍。（2013年）

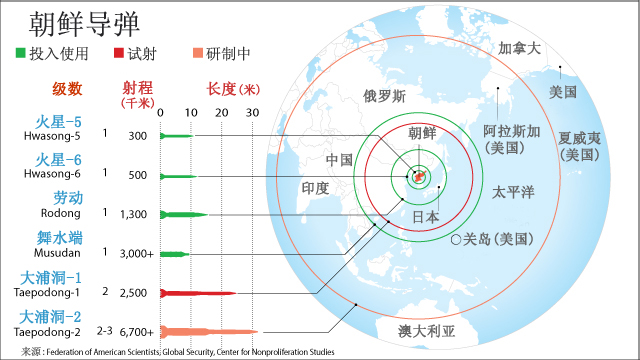
导彈射程

朝鲜人民军战略军即是指朝鮮人民軍所管轄的戰略導彈部隊，配備有各式由蘇聯、中華人民共和國或自行設計的遠程洲際彈道导彈，同時也控制核武器和常規戰略導彈。 其中由朝鮮自行研發的飛彈主要是由飛毛腿飛彈所延伸發展而成，同時具有不同的攻擊射程範圍、有效載荷和準確性。其中有些飛彈如飛毛腿國產化的火星5号和火星6号便是可移動導彈，而如同大浦洞1號飛彈則是需固定發射台才能發射。
朝鮮目前正在開發一種新的火星14彈道飛彈，其射程甚至最遠可能達到9,000公里，這已經與波音的LGM-30義勇兵洲際導彈相當。
儘管確切的各式导彈數量部署仍未被世人知悉，但人們普遍接受朝鮮炮兵指導局擁有大約600枚的火星6（飛毛腿C）和320枚的蘆洞-1，以及其他各型短程導彈。目前朝鮮最重要軍事發射基地為是位於東部海岸舞水端里的花坮郡洲際导彈發射場，同時全國各地也都有小型导彈發射基地的存在。朝鲜研制的一次性运载火箭，银河2号于2009年4月5日首次发射，银河3号于2012年4月13日首次发射均告失败。直到2012年12月12日銀河3號二次發射才成功，該次發射突破了韓國和日本的导彈監控網，日本曾揚言發射就擊落，然而最後還是射入軌道，證明朝鮮也有兩彈一星能力。
2017年7月4日火星14彈道导彈的試射，發射地於平安北道龜城市郊外的發射場，金正恩表示這是送給美國國慶禮物，最終高度2,802公里、水平距離933公里，飛行長達39分鐘，各種國際分析計算按照動能與位能換算公式，若以攻擊角度發射可達到6,700公里甚至8,200公里以上，已經跨入洲際导彈領域可以打到夏威夷和阿拉斯加等美國邊緣領土。
澳大利亚新聞網認為金正恩可能已完成心願，發展出該國第一枚洲際导彈。約翰霍普金斯大學北韓問題研究網站「北緯38度」上工程專家席林(John Schilling)專文發表分析，認為火星14的設計已經可運作，只要再優化程序软件和校正工程參數，射程將達到9,700公里，而且能搭載一枚500公斤的彈頭打到加州聖地亚哥市。

## 朝鲜人民军的军服
朝鮮人民軍的陸軍和空军軍官和士兵是最常見到其身穿橄欖綠或棕褐色的制服。然而，在一些描繪朝鮮軍隊的宣傳畫面或在正式場合，則會統一穿著一種從中山裝延伸出的軍服，男性士兵會穿著褲子而女性士兵則會穿上裙子。在春季和夏季時頭上會戴有制式帽子，而在冬天則會套上蘇聯毛帽，而在極少的照片上，有些朝鮮軍官會穿著一種變種M81內林地迷彩的軍服出現。不過，自2020年起，朝鮮人民軍大幅更新軍服，目前已有數種數位迷彩和多地形迷彩軍服出現。

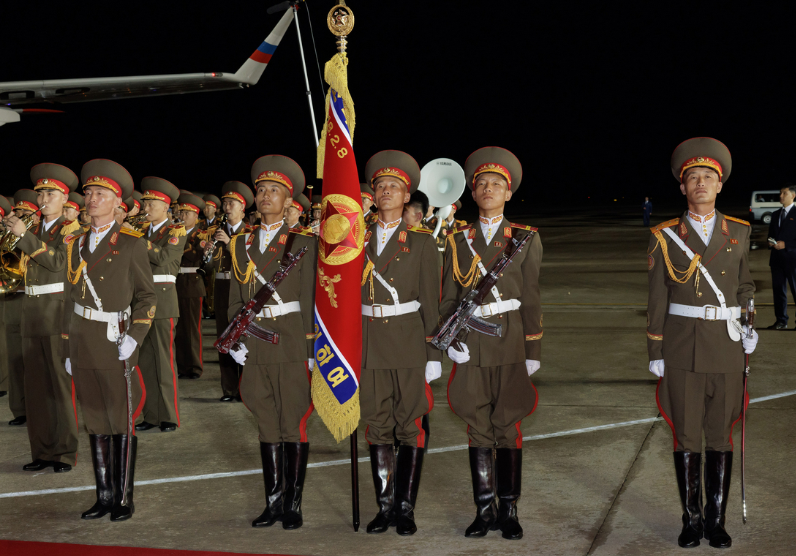
仪仗队礼服
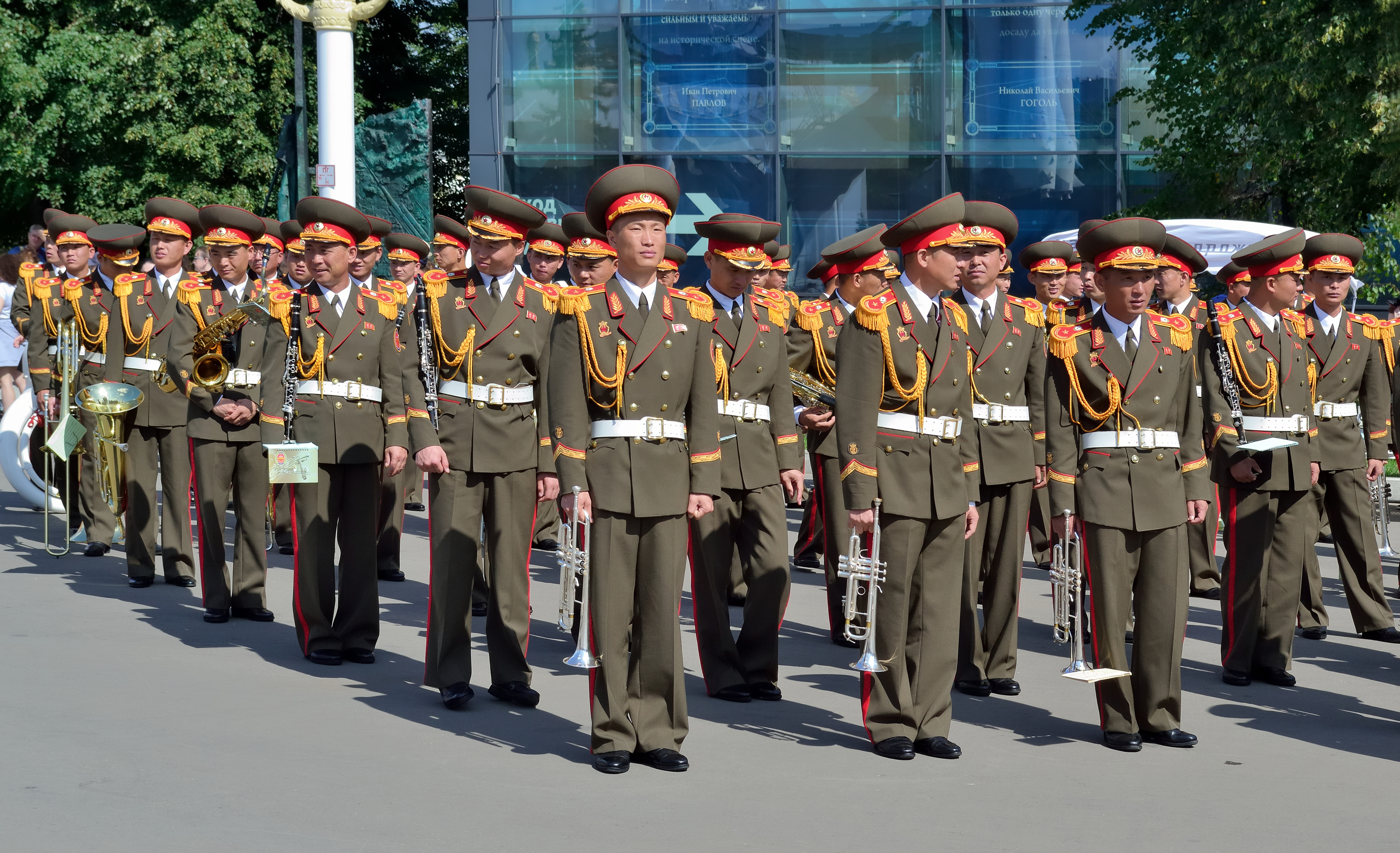
军乐队礼服

### 常服礼服

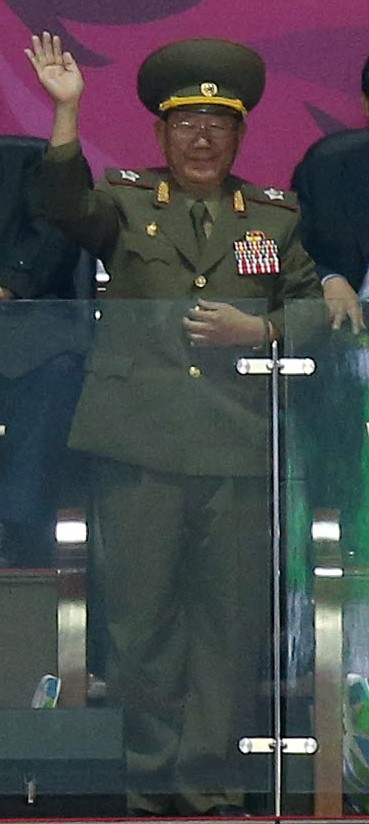
元帅单排扣翻领常服
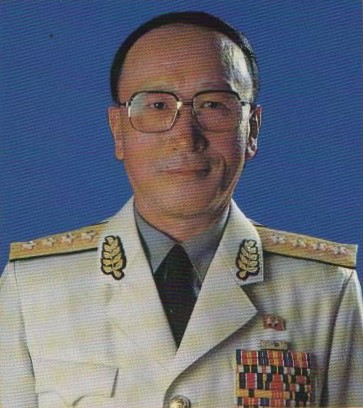
海军将官夏季礼服
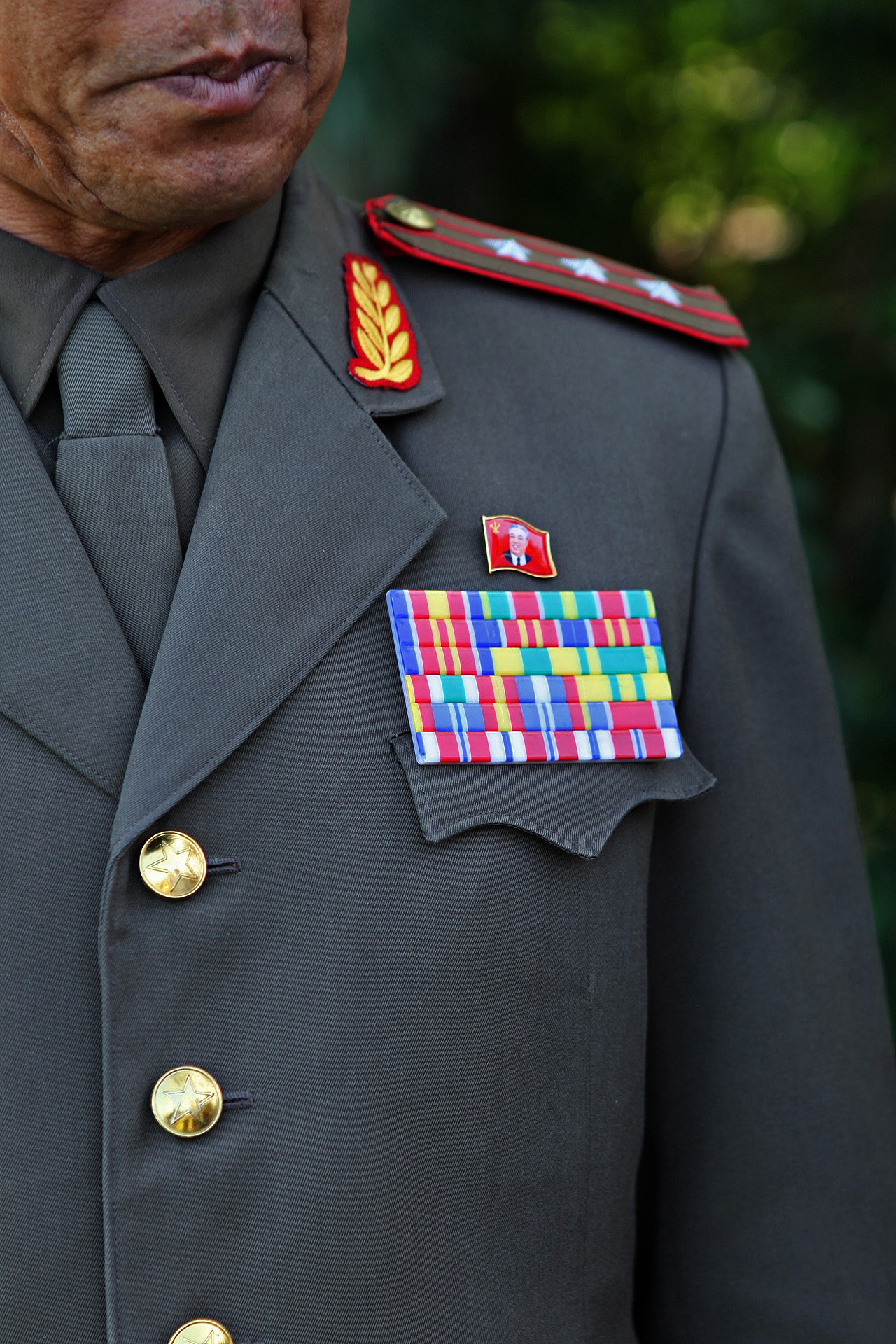
高级校官翻领常服
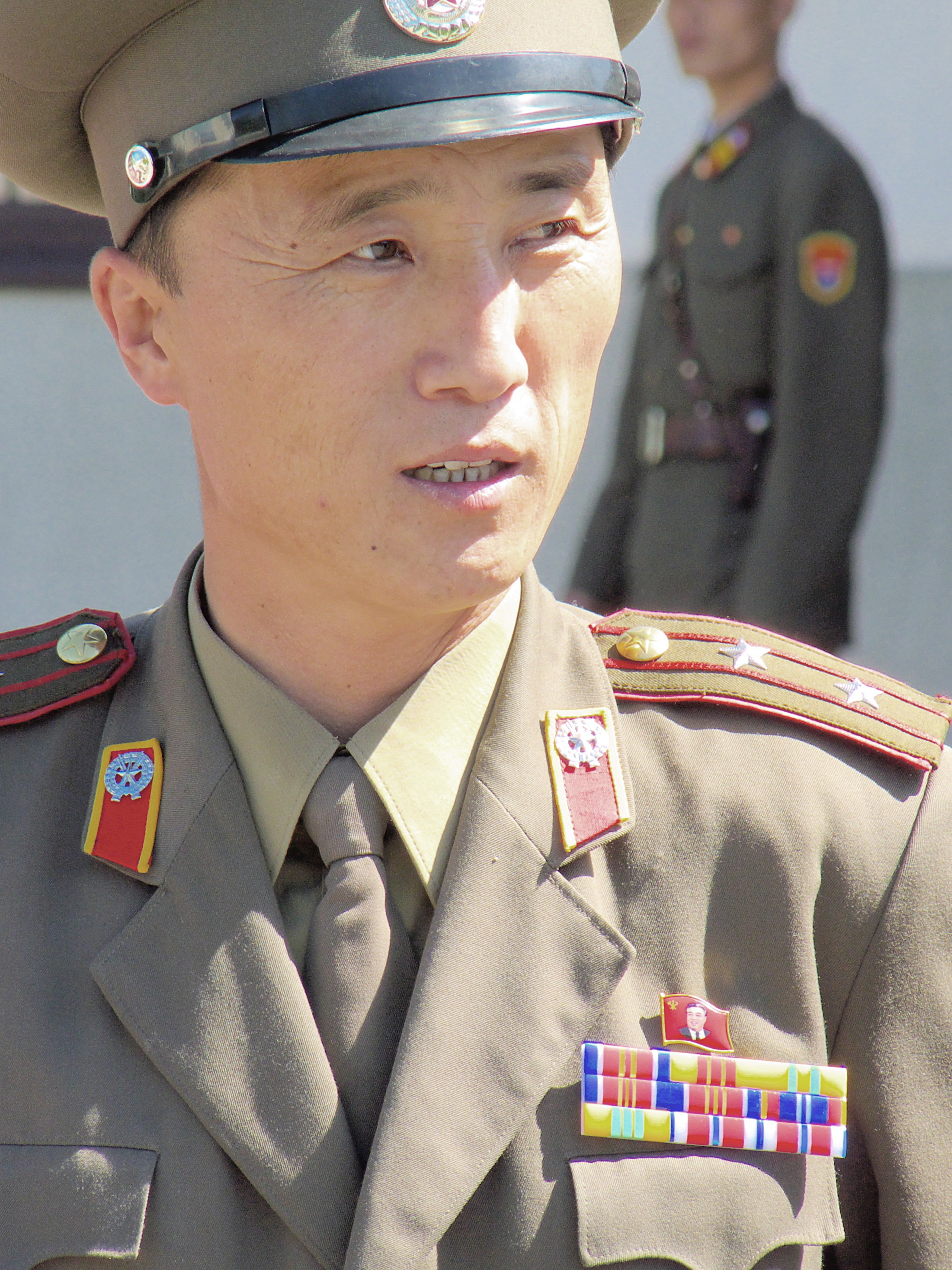
初级校官翻领常服
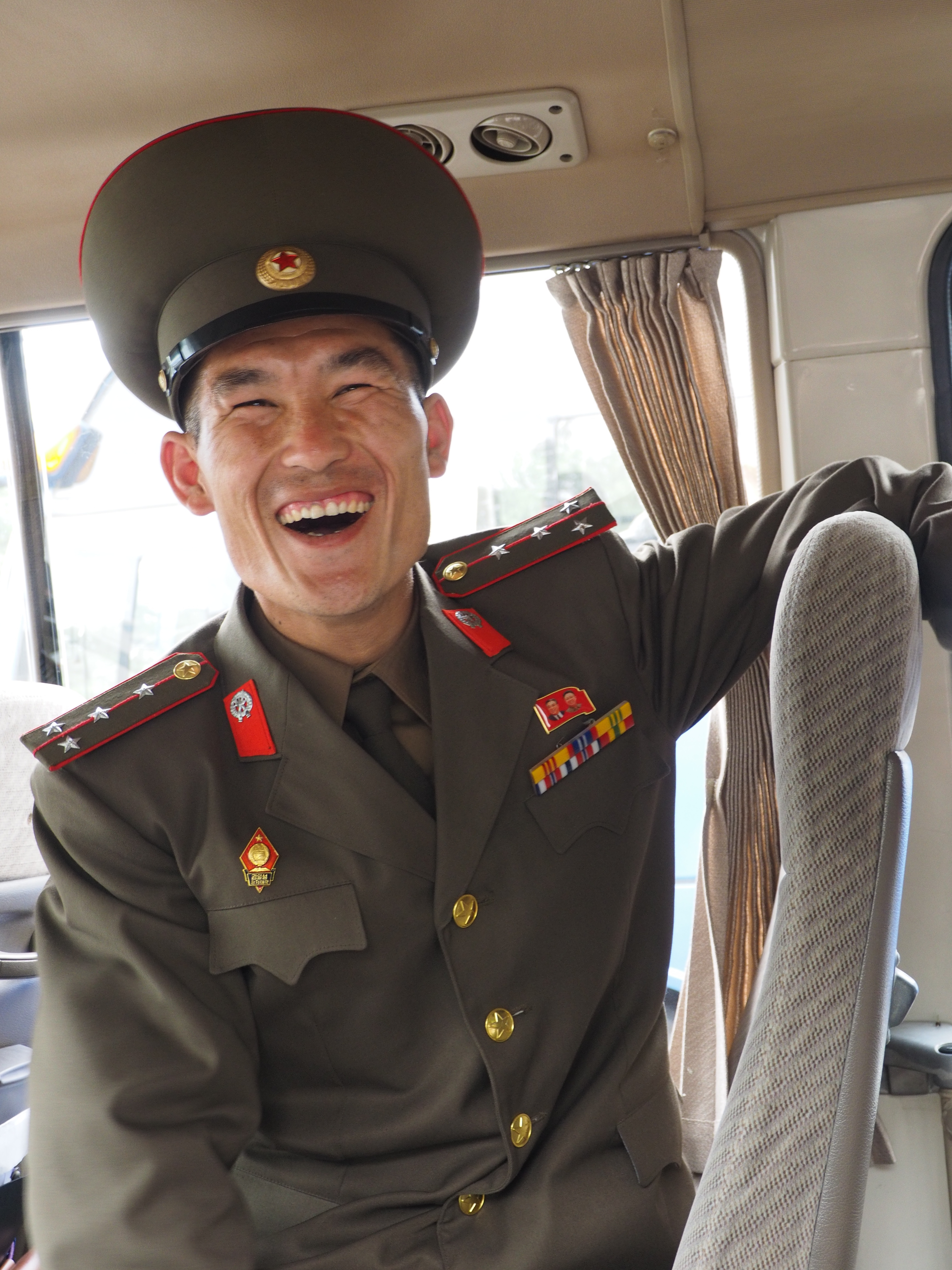
尉官翻领常服
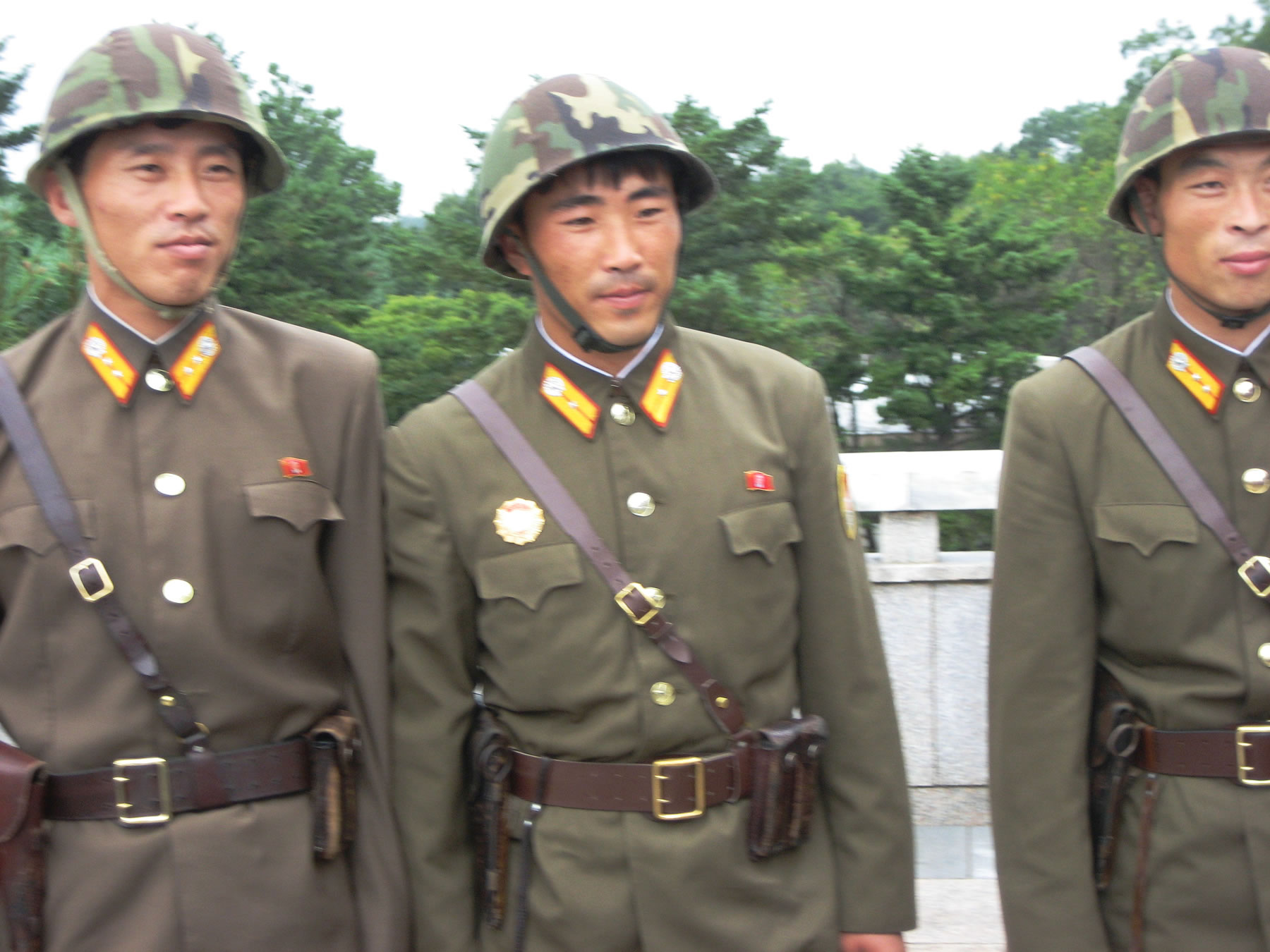
校尉官立领常服（搭配钢盔作战训使用）
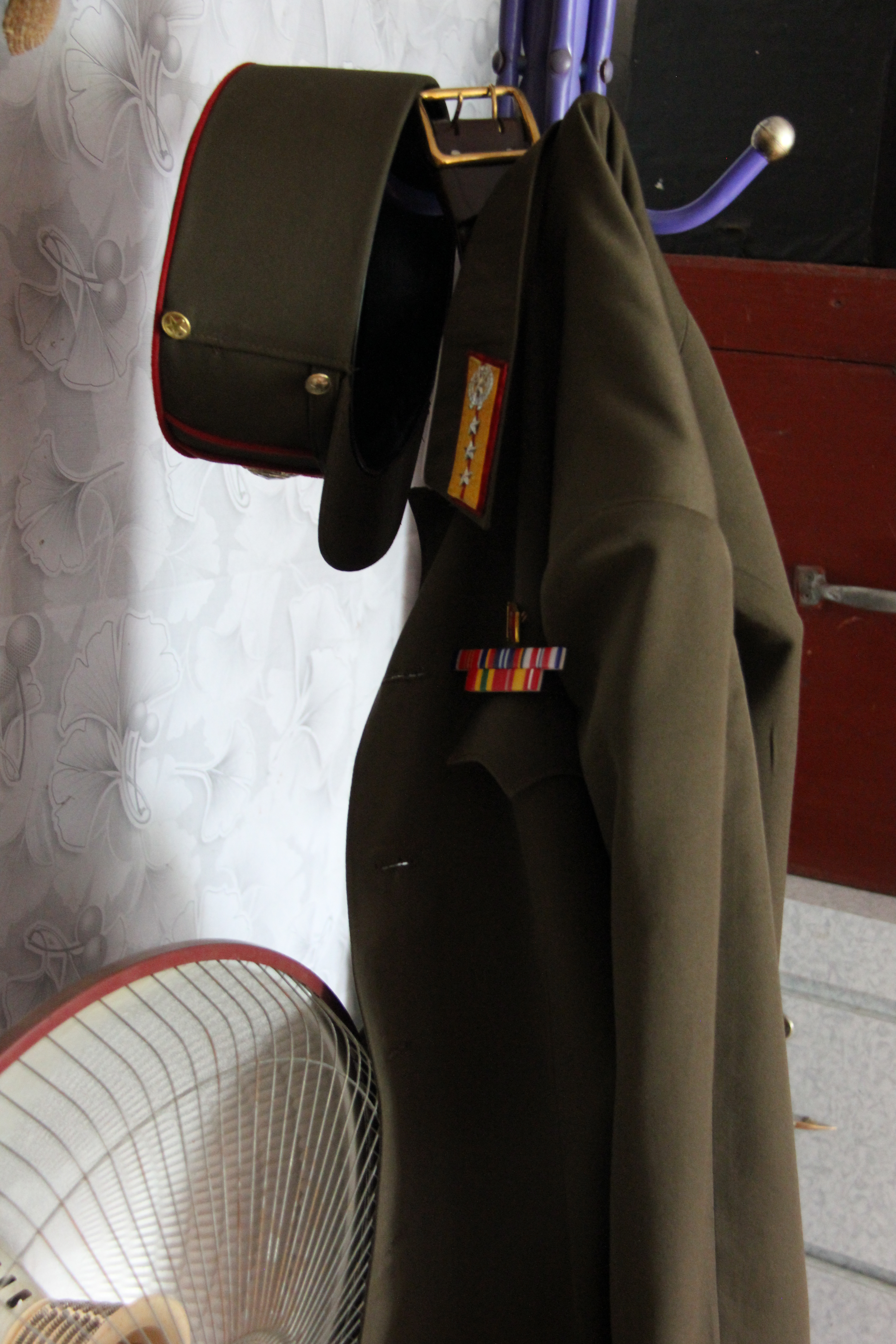
校尉官立领常服（搭配战斗帽作战训使用）
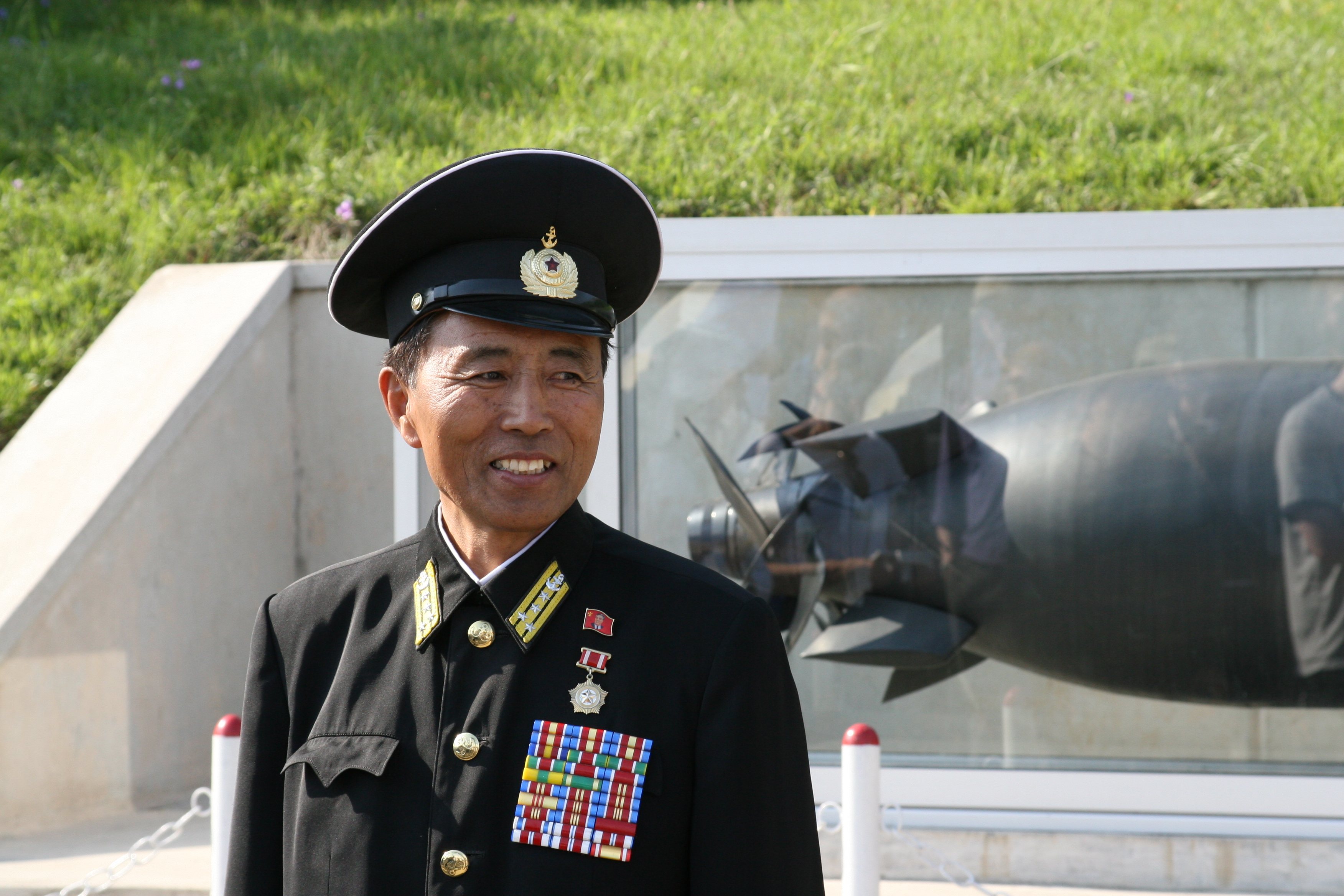
海军校尉官冬季立领常服
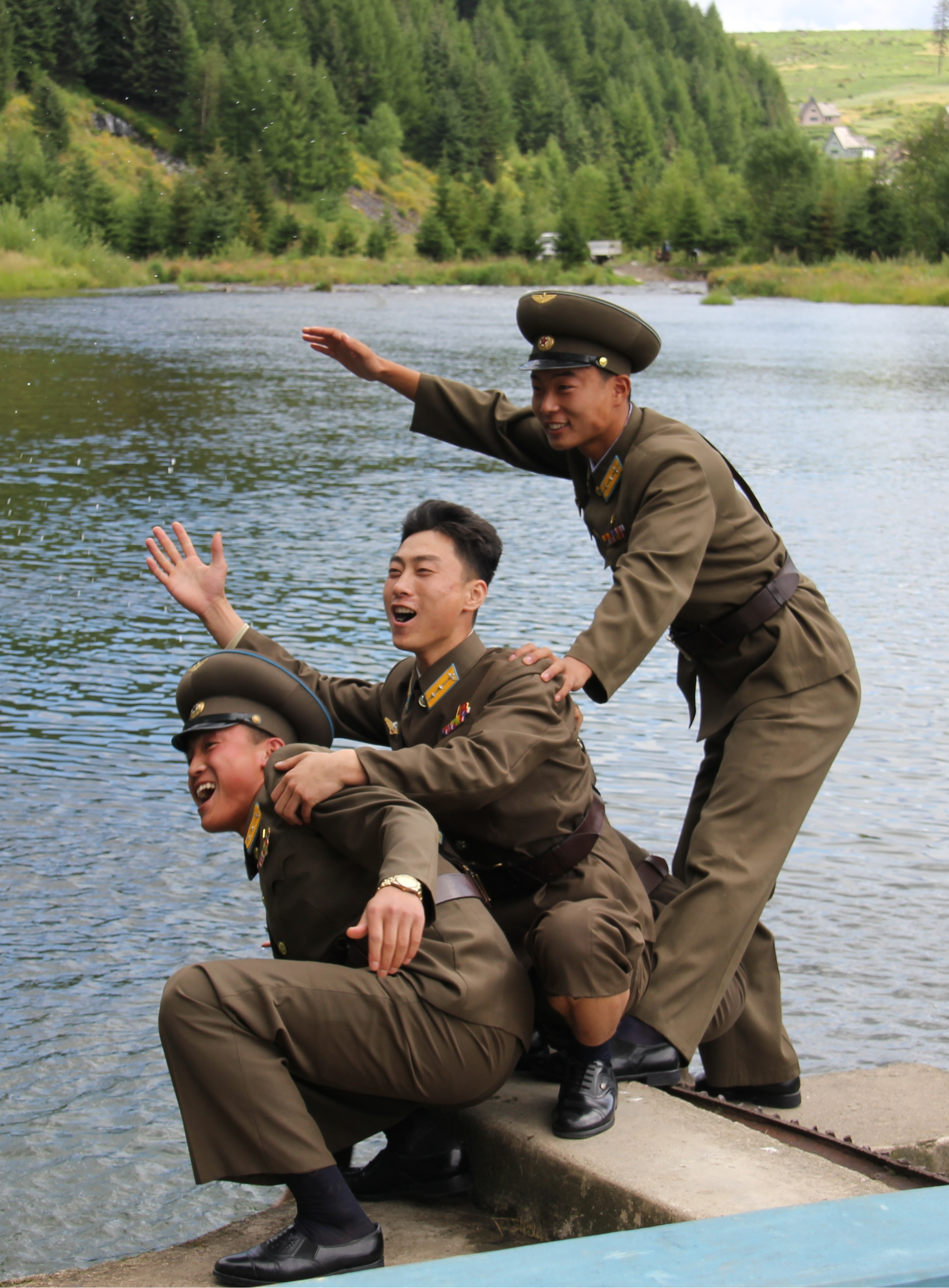
空军校尉官立领常服
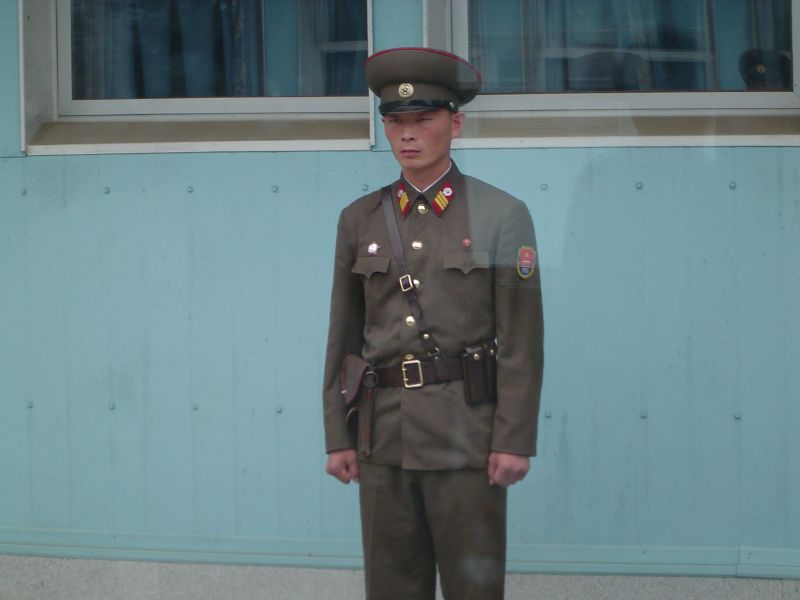
士兵、士官常服
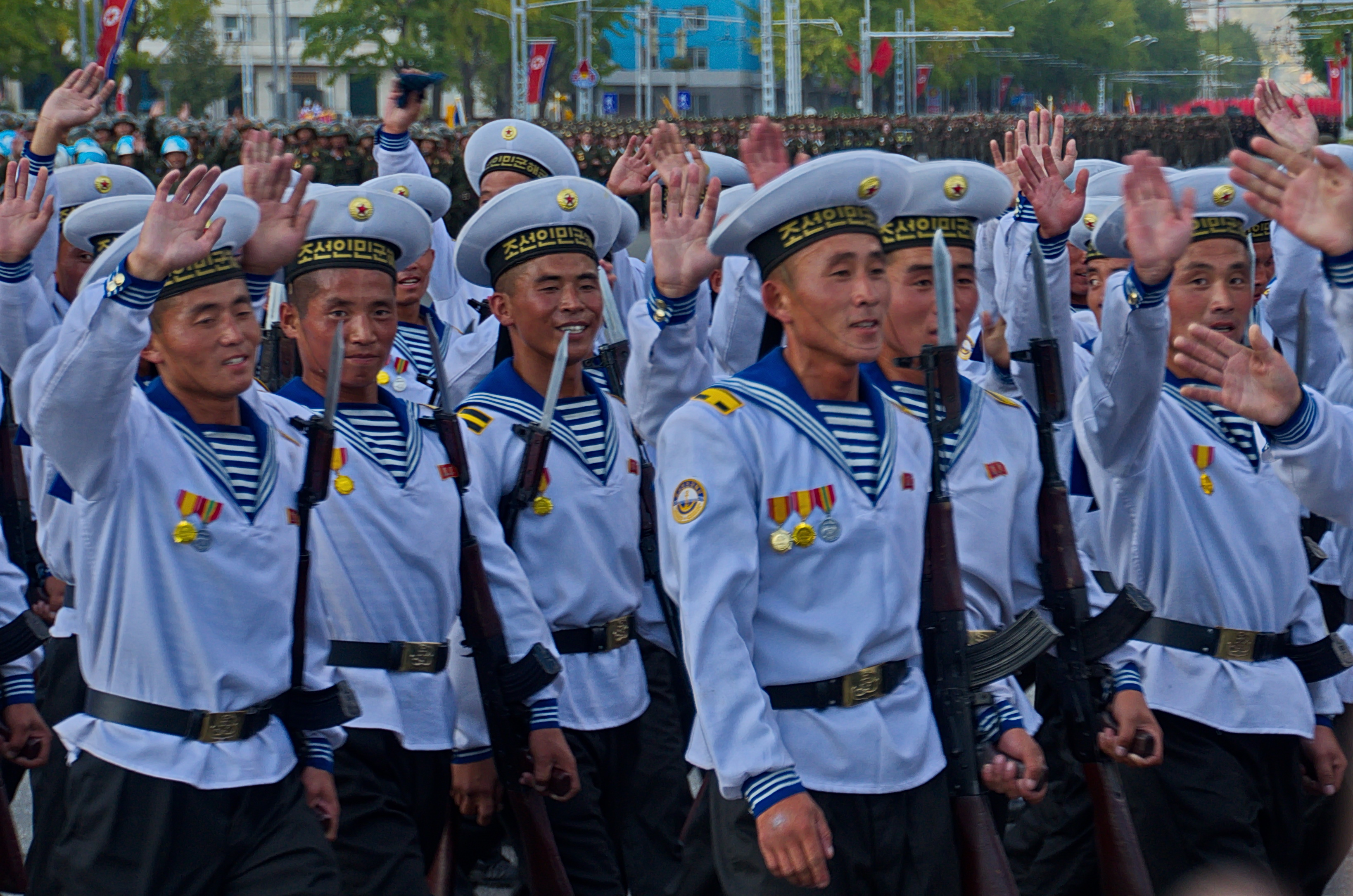
海军士兵、士官常服
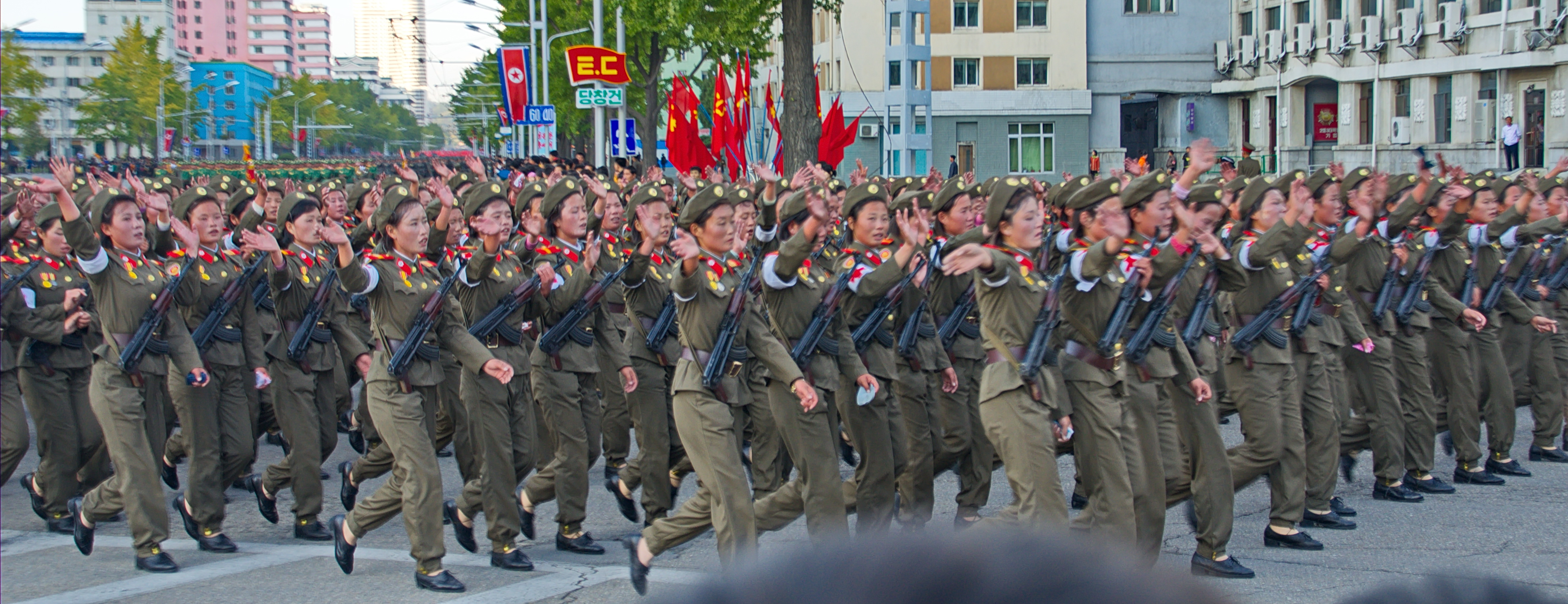
士兵、士官礼服（女）
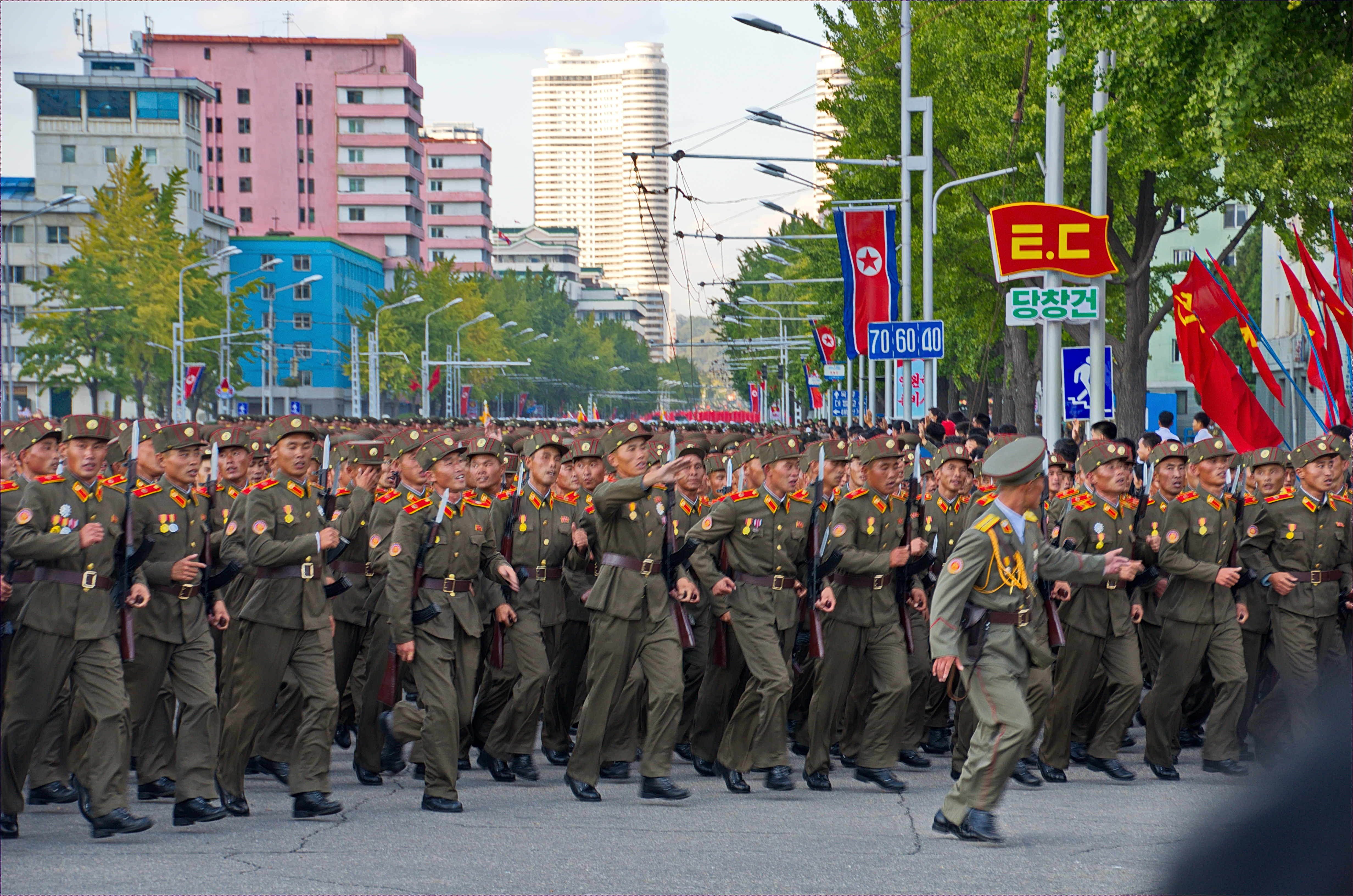
学员礼服

### 野战服及作战服

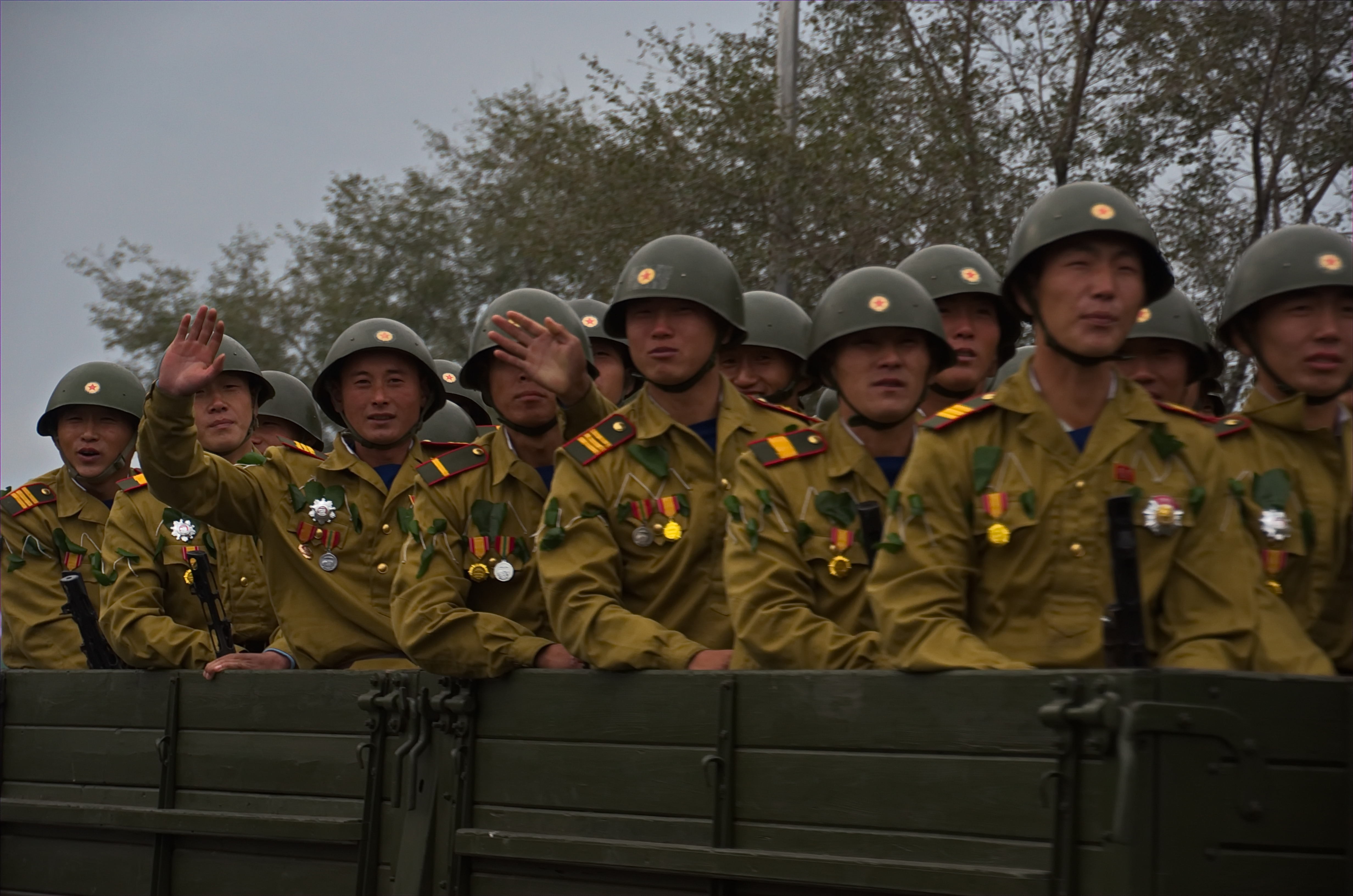
士兵、士官卡其色翻领野战服（搭配肩章）
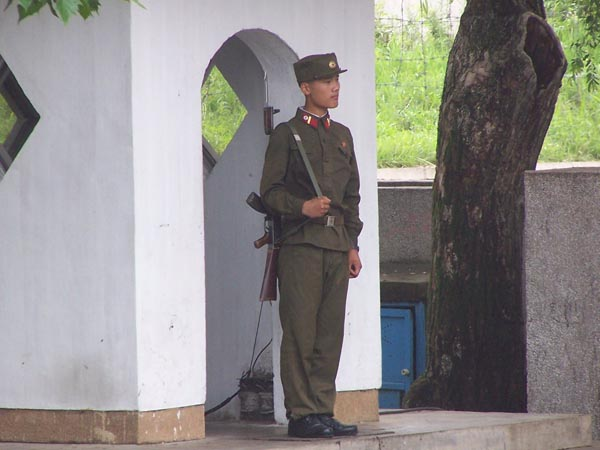
士兵、士官深褐色立领野战服（搭配领章）
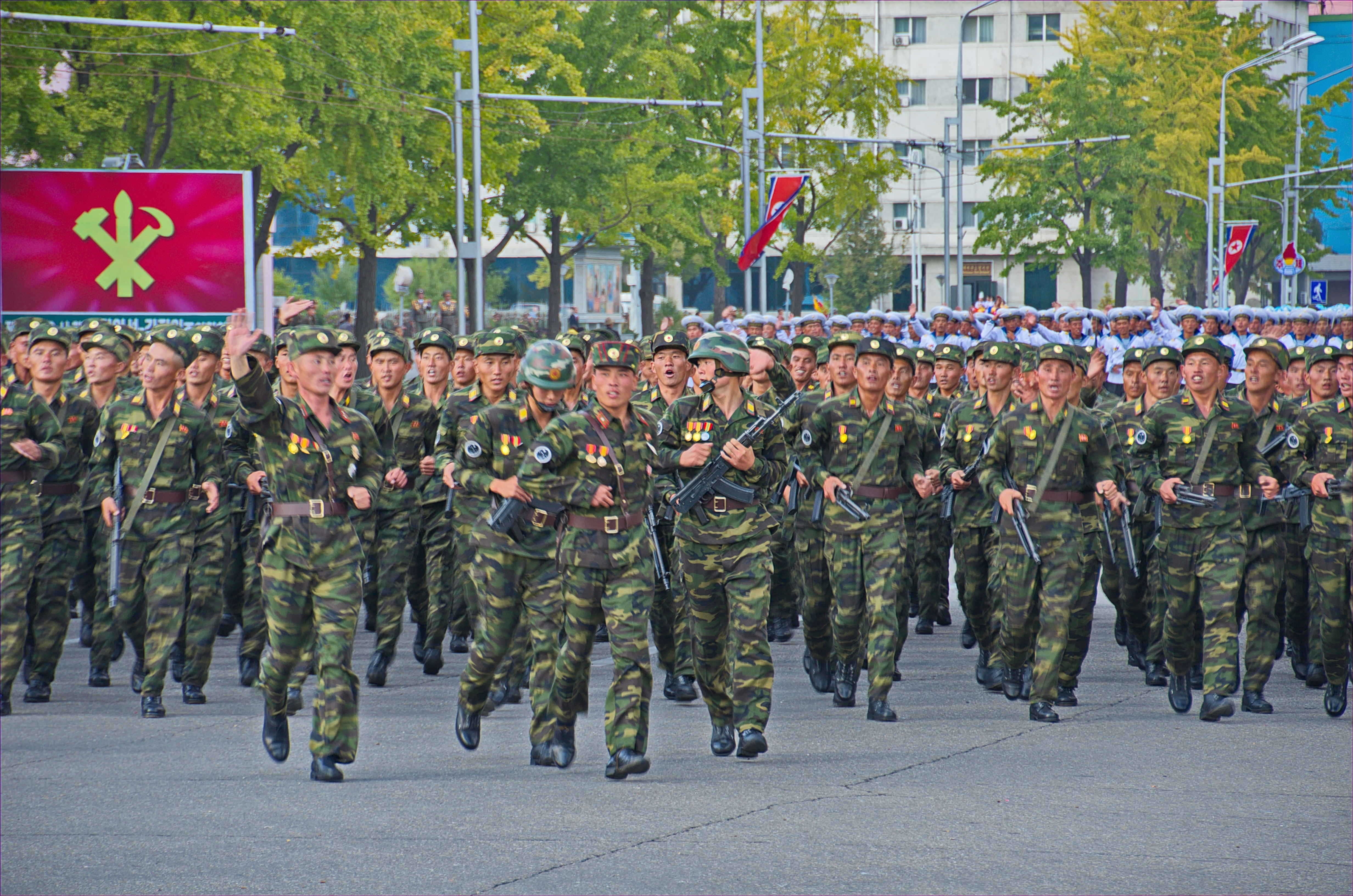
仿韩国林地迷彩士兵、士官翻领野战服（套头式）及军官作战服（系扣式）

### 作业服

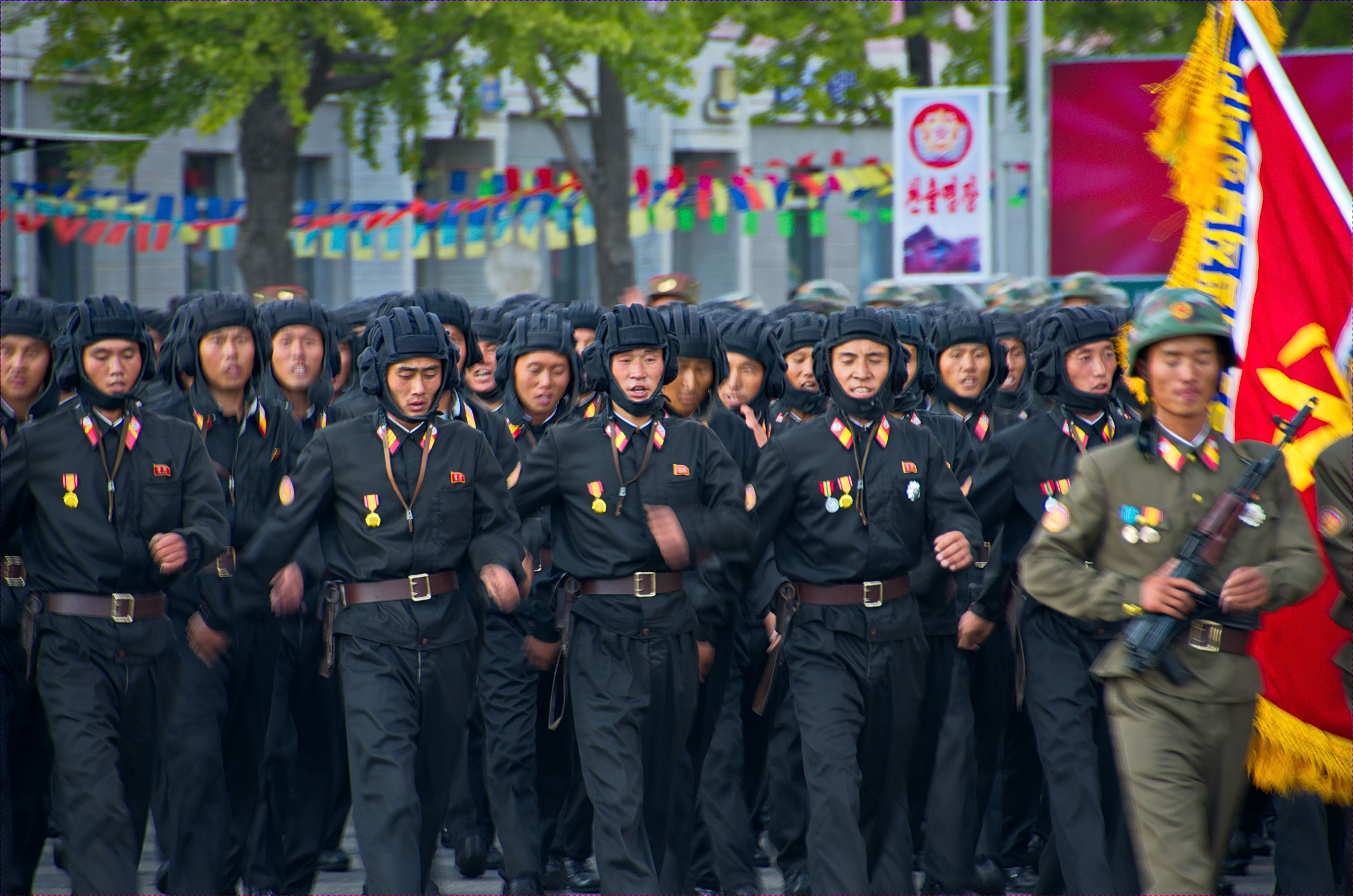
坦克服
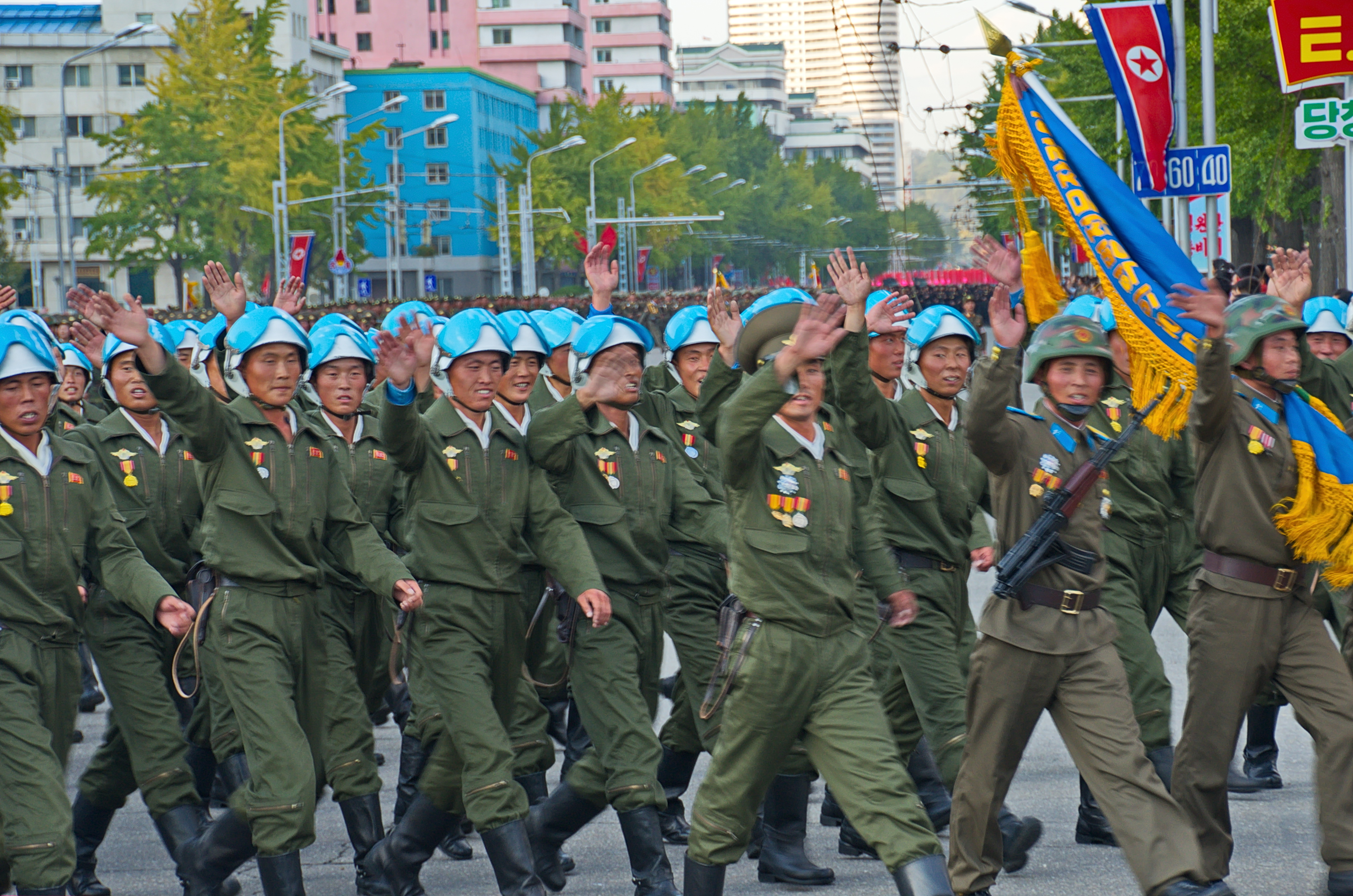
飞行服

## 朝鮮人民軍的軍衔
- 大元帥

金日成在1992年4月晩年时被授予朝鮮民主主義人民共和国大元帥的称号。
金正日在2012年2月15日死後被追贈朝鮮民主主義人民共和国大元帥称号。
- 共和国元帥

金日成——1953年2月7日至1992年4月的军衔
金正日——1992年4月20日至2012年2月14日的军衔。
金正恩——2012年7月17日授共和国元帥军衔。
- 人民軍元帥

現有李炳哲、朴正天在世元帥。
- 次帥

现有金正阁、黄炳瑞、崔龙海、李明秀、李永吉等在世次帥。
|      | 語 | 漢語                           | 英语                                                                                              | 俄语                                                     | 肩章     | 肩章     | 肩章     | 肩章           | 肩章           |
| ---- | -- | ------------------------------ | ------------------------------------------------------------------------------------------------- | -------------------------------------------------------- | -------- | -------- | -------- | -------------- | -------------- |
| 元帥 |    | 大元帥（国家特级上将）         | Generalissimo of the DPRK (General of the Armies of the Nation [GASN])                            | Генералиссимус КДНР                                      |          |          |          |                |                |
| 元帥 |    | 共和國元帥（特级上将）         | Marshal of the DPRK (General of the Armies I [GAS I])                                             | Маршал КДНР                                              |          |          |          |                |                |
| 元帥 |    | 人民軍元帥（一等全军特级上将） | Marshal of the KPA (General of the Armies II [GAS II])                                            | Маршал КНА                                               |          |          |          |                |                |
| 元帥 |    | 次帥（二等全军特级上将）       | Vice Marshal (General of the Armies III [GAS III])                                                | Главный маршал (рода войск)                              |          |          |          |                |                |
|      | 語 | 漢語                           | 英語                                                                                              | 俄语                                                     | 陸軍肩章 | 海軍肩章 | 空軍肩章 | 社會安全省肩章 | 國家保衛省肩章 |
| 将官 |    | 大將/一级上将                  | General of the Army (GA), Fleet Admiral (FADM), General of the Air Force (GAF)                    | Генерал армии, Адмирал флота, Маршал авиации             |          |          |          |                |                |
| 将官 |    | 上將/二级上将                  | Colonel General (CG) [General (GEN)], Admiral (ADM)                                               | Генерал полковник, Адмирал                               |          |          |          |                |                |
| 将官 |    | 中將                           | Lieutenant General (LTG), Vice Admiral (VADM)                                                     | Генерал лейтенант, Вице адмирал                          |          |          |          |                |                |
| 将官 |    | 少將                           | Major General (MG), Rear Admiral (RADM)                                                           | Генерал майор, Контр адмирал                             |          |          |          |                |                |
| 校官 |    | 大校/准将                      | Colonel Commandant (CC) [Brigadier General (BG)], Captain (CAPT) [Rear Admiral Lower half (RDML)] | Старший полковник, Старший капитан 1-го ранга            |          |          |          |                |                |
| 校官 |    | 上校                           | Colonel (Col), Commander (CDR) [Captain (CAPT)]                                                   | Полковник, Капитан 1-го ранга                            |          |          |          |                |                |
| 校官 |    | 中校                           | Lieutenant Colonel (LTC), 1st Lieutenant Commander (1LCDR) [Commander (CDR)]                      | Подполковник, Капитан 2-го ранга                         |          |          |          |                |                |
| 校官 |    | 少校                           | Major (MAJ), 2nd Lieutenant Commander (2LCDR) [Lieutenant Commander (LCDR)]                       | Майор, Капитан 3-го ранга                                |          |          |          |                |                |
| 尉官 |    | 大尉                           | Captain (CPT), 1st Lieutenant (1LT)                                                               | Капитан, Капитан лейтенант                               |          |          |          |                |                |
| 尉官 |    | 上尉                           | Senior Lieutenant (SLT), 2nd Lieutenant (2LT)                                                     | Старший лейтенант                                        |          |          |          |                |                |
| 尉官 |    | 中尉                           | 1st Lieutenant (1LT), Lieutenant Junior Grade (LTJG)                                              | Лейтенант                                                |          |          |          |                |                |
| 尉官 |    | 少尉                           | 2nd Lieutenant (2LT), Ensign (ENS)                                                                | Младший лейтенант                                        |          |          |          |                |                |
| 士官 |    | 一级军士长                     | Sergeant Major (SGM), Master Chief Petty Officer (MCPO), Chief Master Sergeant (CMSgt)            | Главный старшина 1-ой, Главный корабельный старшина 1-ой |          |          |          |                |                |
| 士官 |    | 二级军士长                     | Master Sergeant (MSG), Senior Chief Petty Officer (SCPO), Senior Master Sergeant (SMSgt)          | Главный старшина 2-ой, Главный корабельный старшина 2-ой |          |          |          |                |                |
| 士官 |    | 大士/一级上士                  | Sergeant 1st Class (SFC), Chief Petty Officer (CPO), Master Sergeant (MSgt)                       | Старшина, Главный корабельный старшина                   |          |          |          |                |                |
| 士官 |    | 上士/二级上士                  | Staff Sergeant (SSG), Petty Officer 1st Class (PO1), Technical Sergeant (TSgt)                    | Старший сержант, Главный старшина                        |          |          |          |                |                |
| 士兵 |    | 中士                           | Sergeant (SGT), Petty Officer 2nd Class (PO2), Staff Sergeant (SSgt)                              | Сержант, Старшина 1-ой                                   |          |          |          |                |                |
| 士兵 |    | 下士                           | Corporal (CPL), Petty Officer 3rd Class (PO3), Senior Airman (SrA)                                | Младший сержант, Старшина 2-ой                           |          |          |          |                |                |
| 士兵 |    | 上等兵                         | Private 1st Class (PFC), Seaman (SN), Airman 1st Class (A1C)                                      | Ефрейтор, Старший матрос                                 |          |          |          |                |                |
| 士兵 |    | 列兵                           | Private 2nd Class (PV1), Seaman Apprentice (SA), Airman (Amn)                                     | Рядовой, Матрос                                          |          |          |          |                |                |

## 準軍事部隊

### 工農赤衛军

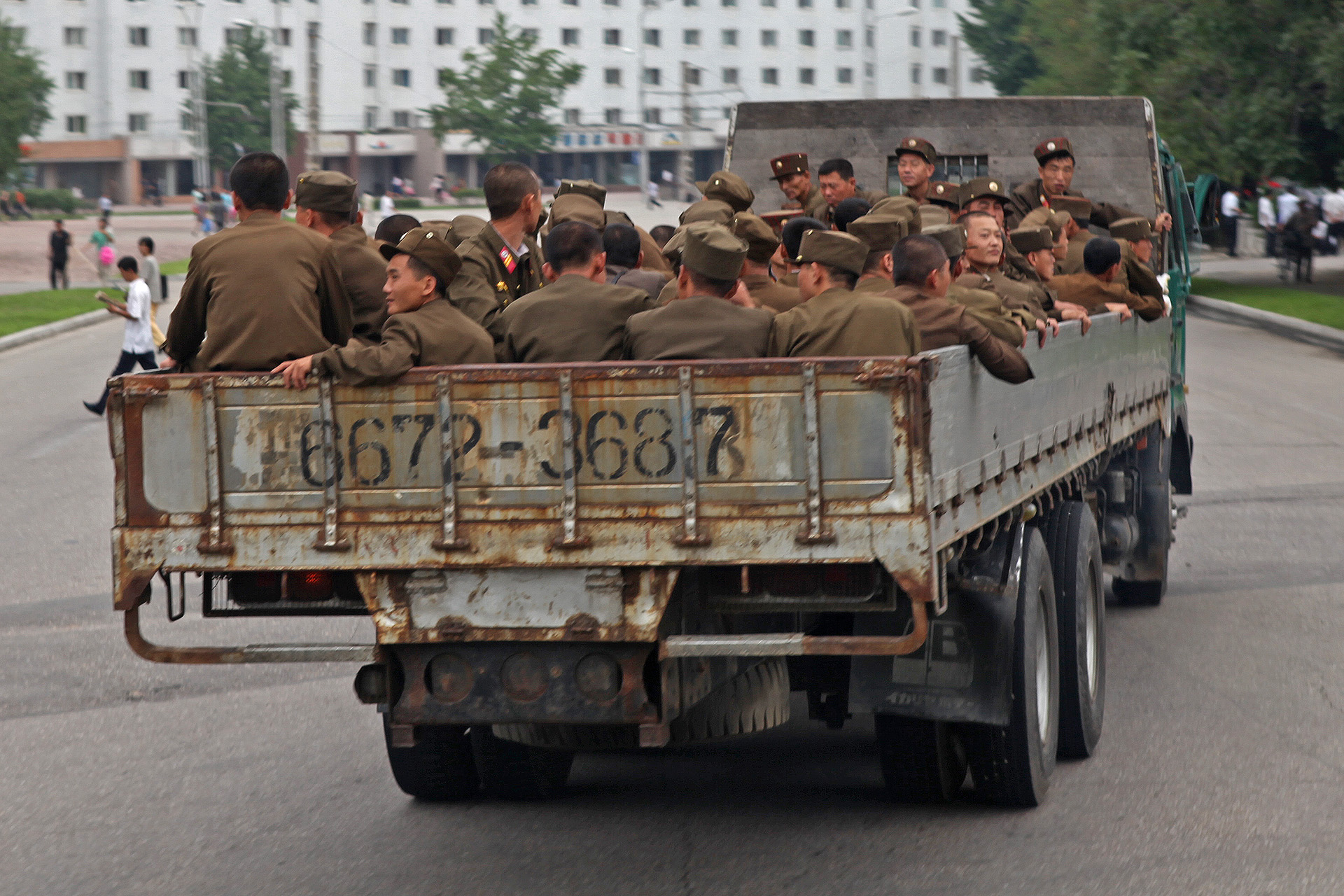
位在平壤人民军工農赤衞軍士兵。

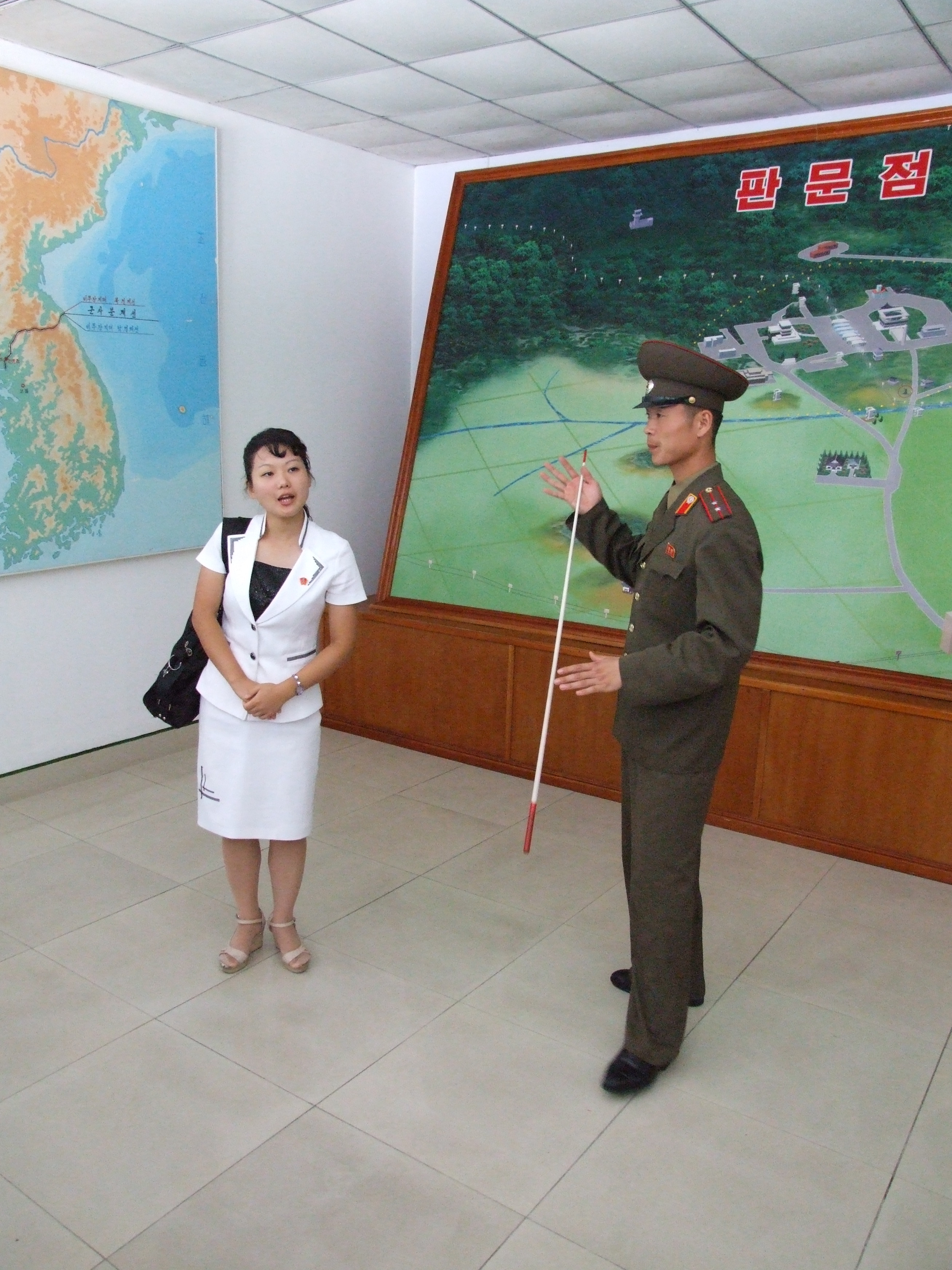
記者會上的朝鲜人民军解說員

工農赤衛軍是朝鮮最大的民防力量，總計有約350萬人被列為其中一員。而工農赤衛軍是由46岁以上的工人、农民、转业军人、国家干部中优秀男女青壮年组成（女性17—30岁），以单位和行政区编组和配备武装，按规定时间进行军事训练。這些民兵擁有如同一般步兵的槍械武器，甚至擁有少量迫擊砲和高射砲這種火炮武器，不過也有些單位並沒有得到任何武裝。這種民兵制度早在1959年便已經成立，且由國防委員會教育處與人民武裝警察部隊所指揮掌控，不過在朝鮮勞動黨內也設有民防部來督促這些組織，而工農赤衛軍的使命是：在社会主义建设的各个岗位上，加速经济建设，保卫革命成果，保卫大后方。

### 青年赤衛軍
青年赤衛軍皆是由人民軍青年軍團中學的學生組成，他們的使命是：一手拿書，一手拿槍，他們每逢週六都會進行四小時的軍事訓練演習以及幹部培訓活動。他們要求在校內及校外接受軍事訓練，以隨時能在必要時投入戰場進行於後方的低危險任務任务是：在平时一手拿书，一手拿枪，学习科学知识和现代军事技术，使自己成为文武兼备的革命保卫者；在战时，肩负起保卫工厂、企业、电站、桥梁等重要设施和布防海岸线、加强空防、防奸防特等，目的在于使青年学生在完成学习任务的同时进行军事训练，一旦需要，能担负起保卫祖国的神圣任务，同时也为了提高他们的政治和军事素质，为正规部队培养可靠的后备力量。

## 外交部署和出口
朝鮮出售導彈和各式軍事裝備給全世界許多國家，藉此來賺取外匯。2009年4月，聯合國安理會發現命名為朝鮮礦業開發貿易總公司的企業，其實是暗地裡擔任朝鮮的主要武器交易商，並出口過大量的彈道導彈相關設備和其他常規武器。據聯合國的報告資料聲，朝鮮礦業開發貿易總公司稱總部位於平壤市中心，在北京和世界其它地方設有想購買朝鮮製武器的顧客推銷武器裝備的辦公室。该公司曾將彈道飛彈的零件構造賣給伊朗，並透過臺灣龍笙科技公司成功為朝鮮人民軍購入雜質過濾器及二手電腦等高戰略性的科技產品。其他還有像代表朝鮮政府參加了敘利亞大量生產反坦克飛彈的交易計畫，以及包括飛彈技術、火炮、炮艇等將近1億多美元的各式武器，出售給非洲、南美洲和中東各處賺取外匯。
2024年2月21日，欧盟因向俄罗斯供应导弹而对朝鲜时任国防相強純男实施制裁。

## 相关事件

### 战争罪行
现在的学界一致认为此类事件并非朝鲜人民军高层批准，而基本都是由“有犯罪冲动的，不受控制的小单位或个人犯下的”。如历史学家T. R. Fehrenbach认为，朝军中发生的这种事件是出于二战期间在压抑感很强的日军中熏陶的结果。
- 漢城國立大學附屬醫院屠殺事件
- 303高地屠杀
- 斗满屠杀事件

#### 朝鲜方面反应
1950年7月28日，金策、崔容坤等朝鲜人民军高级总司令部司令下达文件，宣布杀害战俘的行为被“严格禁止”。朝鲜人民军第3师师长李勇浩指示将该命令传达到该师的部队时，命令被联合国情报机构截获并证实。303高地屠杀发生后，朝鲜人民军总部于同年8月16日下达了内容类似，但更为严厉的命令，并且强调了对俘虏的“教育和治疗”。

### 军队整风
朝鲜军队在金正日逝世前夕陷入严重腐败甚至近乎部分失控的局面，主因是部分基层部队物资缺乏，以及先军政治造成的军队权力膨胀。造成的后果便是军官的腐败和军纪的松弛。2011年，朝鲜人民军上将柳京便因犯受贿罪被逮捕处决。同时还发生了基层士兵抢劫居民甚至越境进入中国抢劫、军队与国外勾结走私贩毒等案件。此外，指挥官擅离职守的事件也时有发生，有部队领导曾擅离职守长达四个月不知去向。
针对上述问题，金正恩上台后决定改善军队待遇及整肃军队作风。在肃清军官中腐化变节者的同时，还下令部队自行从事農耕、畜牧等生产活动，并加大部队后勤方面的投入，以改善糧食供给。

## 評價
雖然朝鮮人民軍一度與韓國國軍相比有令人驚訝的優勢，但在相對孤立的外交和經濟困境下自1980年代開始，韓國國軍憑藉著手中更好的裝備已經逆轉了朝鮮過去所擁有的優勢，並打破了朝鮮半島的軍事實力平衡。而朝鮮因為其在經濟上的困境，導致許多軍事設備無法按時汰換而大多都已結構老化嚴重，這也常被視為朝鮮的軍事能力一大缺陷之一。面對這一困境，朝鮮開始依賴不對稱戰爭和非正規武器，企圖以技術來對抗高科技的敵軍以實現雙方相互平等的姿態。據稱，朝鮮開發出了廣泛的各種技術來實現這一目標，如針對全球定位系統的干擾器、能掩蓋地面目標的隱形塗料、小型潛艇和載人魚雷，以及更多的化學和生物武器。此外，儘管在聯合國的激光致盲武器議定書上嚴加禁止，朝鮮人民軍還是研發出了類似ZM-87的雷射殺傷武器。
尽管存在缺陷，朝鮮人民軍仍然被美國、韓國以及日本等鄰國視為一個重大的威脅，因為它仍然有能力摧毀包括首尔在内的韩国等周边多数地区。此外，2010年後其核武計畫有顯著進展。在2015年朝鲜已经疑似列裝了發射小型彈道飛彈的新浦級潛艇，证明朝鲜或已具备水下核打擊能力；2017年，朝鲜更成功试射了火星14、火星15等洲际弹道导弹，其射程足以触及甚至覆盖美国本土。以往认为与朝鮮開戰只會是有限局部戰爭的思维已经被推翻。

### 引用
1. ↑  .   [2024-04-03]. （原始内容存档于2019-04-30）.
2. ↑  . 勞動新聞. 2024-02-09  [2024-04-03]. （原始内容存档于2024-04-03）.
3. ↑  .   [2018-01-23]. （原始内容存档于2020-12-11）.
4. ↑  Joseph S. Bermudez. . 悉尼: Allen & Unwin. 2000年7月: 1. ISBN 1864485825 （英语）.
5. ↑  . 美國國務院.   [2011年1月30日]. （原始内容存档于2009年7月1日） （英语）.
6. 1 2  . 《朝鮮日報》. 2010年4月29日  [2011年1月30日]. （原始内容存档于2018年11月5日） （英语）.
7. ↑  Blaine Harden. . 《華盛頓郵報》. 2009年10月9日  [2011年1月30日]. （原始内容存档于2020年7月25日） （英语）.
8. ↑  李奇微. . 軍事科學院外國軍事研究部. 1983年10月: 第一章.
9. 1 2  王樹增. . 2009: 第一章. ISBN 9787020069200.
10. 1 2  解力夫. . 1993年: 第二章.
11. ↑  徐龙男. . 冷战国际史研究. 2010, 0 (2): 137–157  [2019-12-14]. （原始内容存档于2019-12-13）.
12. ↑  . www.cssn.cn.   [2019-12-14]. （原始内容存档于2020-11-04）.
13. ↑  金东吉. . 原载《历史研究》2006年第6期p103～114. 香港中文大学. 中国研究服务中心. 2006年8月  [2020-06-02]. （原始内容存档于2021-11-13）.
14. ↑  罗伊·E·阿普尔曼. . 战争研究. 转载自中国人民解放军国防大学出版社1994年翻译版《美国兵在朝鲜（全三册）》ISBN: 9787562605072.   [2019-12-03]. （原始内容存档于2019-12-03）.
15. ↑  Maurice Isserman著，陳昱澍譯. . 中國北京: 當代中國出版社. 2006年: 26.
16. ↑   (PDF). 聯合國.   [2011年1月30日]. （原始内容 (PDF)存档于2016年2月5日）.（繁體中文）
17. ↑  Michael Hickey. . 英國廣播公司. 2010年10月15日  [2011年1月30日]. （原始内容存档于2009年2月5日） （英语）.
18. ↑  . Association d'amitié franco-coréenne - Comité Bourgogne. 2008年11月30日  [2011年1月30日]. （原始内容存档于2021年1月18日）.（法文）
19. ↑  . 英國廣播公司. 2000年3月31日  [2011年1月30日]. （原始内容存档于2008年3月8日） （英语）.
20. ↑  Homer T. Hodge.  (PDF). 《Parameters》. 2003年  [2011年1月30日]. （原始内容存档 (PDF)于2013年2月21日） （英语）.
21. ↑  Selig S. Harrison. . Korea is one！.   [2011年1月30日]. （原始内容存档于2006年6月19日）.（法文）
22. ↑  朝鲜劳动党. . 烏有之鄉. 2009年8月16日  [2011年1月30日]. （原始内容存档于2010年10月6日）.（简体中文）
23. ↑  . 朝鮮中央通訊社. 2024-10-09  [2024-10-09]. （原始内容存档于2024-10-26）.
24. ↑  Joseph S. Bermudez. . 澳洲雪梨: Allen & Unwin. 2000年7月: 3-5. ISBN 1864485825 （英语）.
25. ↑  . 美國科學家聯盟.   [2011年1月30日]. （原始内容存档于2008年4月15日） （英语）.
26. ↑  . 防衛省.   [2011年1月30日]. （原始内容存档于2020年9月4日） （英语）.
27. ↑  . GlobalSecurity.org. 2010年5月20日  [2011年1月30日]. （原始内容存档于2021年3月14日） （英语）.
28. ↑  Stephen Saunders. . 英國克羅伊登倫敦自治市: 詹氏資訊集團. 2007年: 434 （英语）.
29. ↑  Joseph S. Bermudez. . 澳洲雪梨: Allen & Unwin. 2000年7月: 93-95. ISBN 1864485825 （英语）.
30. ↑  Joseph S. Bermudez. . 澳洲雪梨: Allen & Unwin. 2000年7月: 101. ISBN 1864485825 （英语）.
31. 1 2  . GlobalSecurity.org.   [2011年1月30日]. （原始内容存档于2006年9月13日） （英语）.
32. ↑   (PDF). 2007年7月  [2011年1月30日]. （原始内容存档 (PDF)于2005年2月26日） （英语）.
33. ↑  . 英國克羅伊登倫敦自治市: 詹氏資訊集團. 2007年: 304 （英语）.
34. ↑  . 英國克羅伊登倫敦自治市: 詹氏資訊集團. 2007年: 304–305 （英语）.
35. ↑  . 英國克羅伊登倫敦自治市: 詹氏資訊集團. 2007年: 307–308 （英语）.
36. 1 2  Steve Herman. . 《每日電訊報》. 2010年8月23日  [2011年1月30日]. （原始内容存档于2017年6月27日） （英语）.
37. ↑  . FAS.org.   [2011年1月30日]. （原始内容存档于2020年9月14日） （英语）.
38. ↑  Charles P. Vick. . GlobalSecurity.org. 2005年  [2011年1月30日]. （原始内容存档于2006年7月4日） （英语）.
39. ↑  .   [2012-09-13]. （原始内容存档于2013-05-26）.
40. ↑  .   [2017-07-11]. （原始内容存档于2020-06-05）.
41. ↑  .   [2017-07-11]. （原始内容存档于2017-07-07）.
42. ↑  .   [2017-07-11]. （原始内容存档于2017-08-13）.
43. ↑  TORA. . 2010年2月3日  [2011年1月30日]. （原始内容存档于2021年8月15日） （英语）.
44. ↑  28歳の最高司令官・金正恩、次帥を飛び越え元帥に（1） （页面存档备份，存于） 中央日報 2012年7月19日
45. ↑  國際戰略研究所（IISS）. . 英國牛津郡: Routledge Journals. 2007年2月6日: 359. ISBN 9781857434378 （英语）.
46. ↑  Joseph S. Bermudez. . 澳洲雪梨: Allen & Unwin. 2000年7月: 4-5. ISBN 1864485825 （英语）.
47. ↑  한겨레. . china.hani.co.kr. 2024-02-22. （原始内容存档于2024-04-22）.
48. ↑    - Appleman, Roy E., , Department of the Army, 1998  [2012-05-20], ISBN 978-0-16-001918-0, （原始内容存档于2009-12-23）
49. ↑  . www.youtube.com.   [2018-02-20]. （原始内容存档于2019-07-01）.
50. ↑  Tim Lister. . 有線電視新聞網. 2010年11月24日  [2011年1月30日]. （原始内容存档于2011年4月29日） （英语）.
51. ↑  Steve Herman. . GlobalSecurity.org（英语：GlobalSecurity.org）. 2010年10月7日  [2011年1月30日]. （原始内容存档于2014年7月6日） （英语）.
52. ↑  Jin Hyuk Su. . 《Daily NK》. 2010年6月25日  [2011年1月30日]. （原始内容存档于2017年7月1日） （英语）.
53. ↑  Tim Lister. . 有線電視新聞網. 2010年11月25日  [2011年1月30日]. （原始内容存档于2017年6月28日） （英语）.